# Kasimir Sewerinowitsch Malewitsch

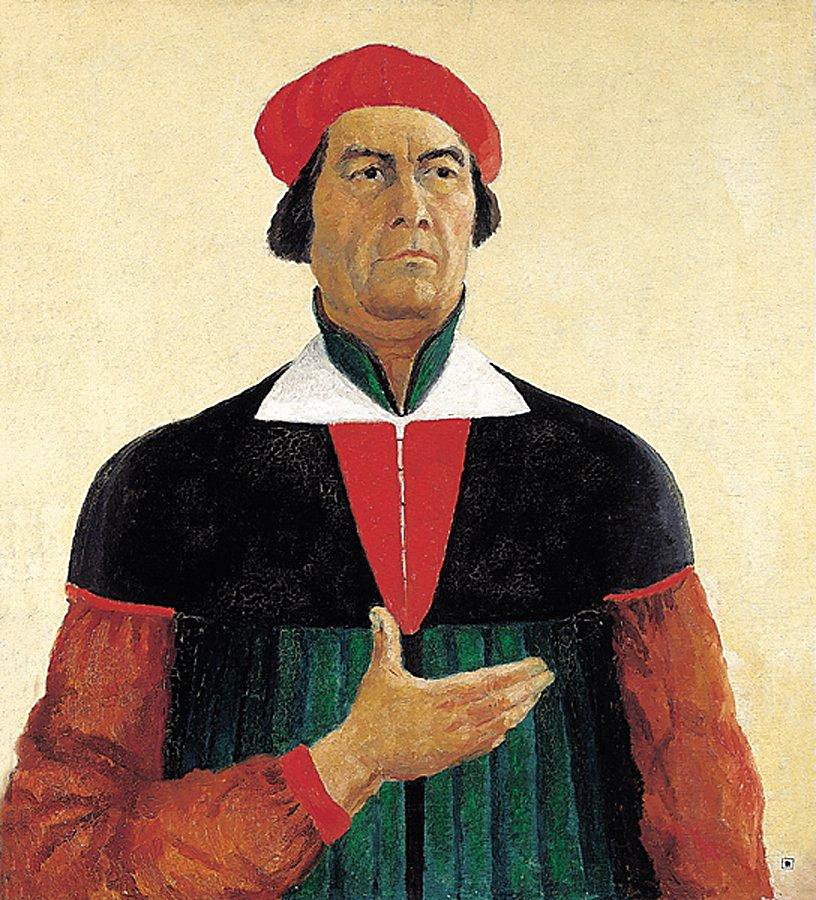
Selbstporträt, 1933, Russisches Museum, St. Petersburg. Die Handhaltung soll an das Quadrat erinnern, das ebenfalls als Signatur (rechts unten) dient.

Kasimir Sewerinowitsch Malewitsch (russisch Казимир Северинович Малевич, wiss. Transliteration Kazimir Severinovič Malevič, ukrainisch Казимир Северинович Малевич Kasymyr Sewerynowytsch Malewytsch, polnisch Kazimierz Malewicz; * 11. Februarjul. / 23. Februar 1879greg. in Kiew, Russisches Kaiserreich; † 15. Mai 1935 in Leningrad, Sowjetunion) war ein Maler und Hauptvertreter der Russischen Avantgarde, Wegbereiter des Konstruktivismus und Begründer des Suprematismus. Beeinflusst wurde er vom Spätimpressionismus, vom Fauvismus und vom Kubismus. Sein abstraktes suprematistisches Gemälde Das Schwarze Quadrat auf weißem Grund aus dem Jahr 1915 gilt als ein Meilenstein der Malerei der Moderne und wird als „Ikone der Moderne“ bezeichnet.

## Leben

### Kindheit und Jugend

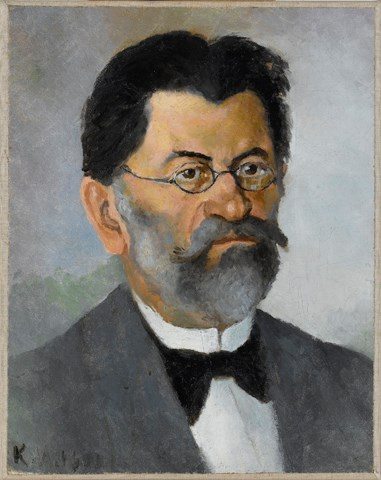
Bildnis des Vaters, ca. 1902/03, Stedelijk Museum, Amsterdam

Kasimirs Vater Seweryn Malewicz (russisch Sewerin Antonowitsch Malewitsch, 1845–1902) und seine Mutter Ludwika (russisch Ljudwiga Alexandrowna, 1858–1942) waren polnischer Herkunft. Sie waren nach dem Januaraufstand von 1863, der von kaiserlich-russischen Truppen niedergeschlagen worden war, vom damals zum Russischen Reich gehörenden Königreich Polen ins Gouvernement Kiew (heute Ukraine) innerhalb des Zarenreiches übergesiedelt. Beide Eltern waren Katholiken, in der Familie wurde neben Polnisch und Russisch auch Ukrainisch gesprochen. Malewitsch selbst bezeichnete sich, je nach Notwendigkeit, mal als Ukrainer, mal als Polen, verneinte im späteren Leben jedoch jegliche Nationalität.
Malewitschs Vater war technischer Angestellter in verschiedenen Fabriken der Zuckerrübenindustrie in Podolien und Wolhynien. Durch die häufigen Arbeitsstellenwechsel verlebte Malewitsch eine unstete Kindheit in kärglichen Verhältnissen. Seine äußerst rudimentäre schulische Ausbildung schloss Malewitsch mit einer fünfjährigen Lehrlingsstelle an einer Landwirtschaftsschule ab. Sein Interesse am Zeichnen nach der Natur erwachte in ihm jedoch bereits mit 13 Jahren. Drei Jahre später inspirierte ihn ein „Anstreicher, der das Dach anstrich und ein Grün mischte wie die Bäume, wie der Himmel. Das brachte mich auf die Idee, man könne mit dieser Farbe Baum und Himmel wiedergeben. […] Der Bleistift aber ärgerte mich sehr, und ich warf ihn schließlich weg, um zum Pinsel zu greifen.“ Sein erstes Gemälde verkaufte Malewitsch in einem Schreibwarenladen in Konotop, wo seine Familie in den Jahren 1894 bis 1896 lebte.

### Ausbildung

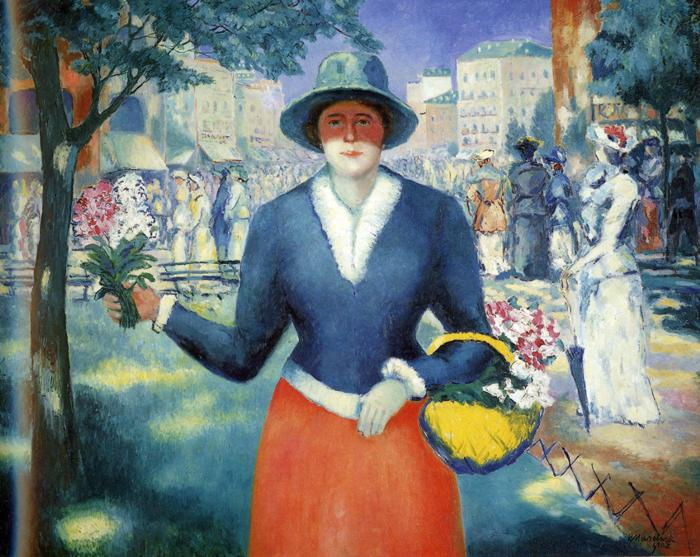
Das Blumenmädchen, 1904/05, Russisches Museum, St. Petersburg

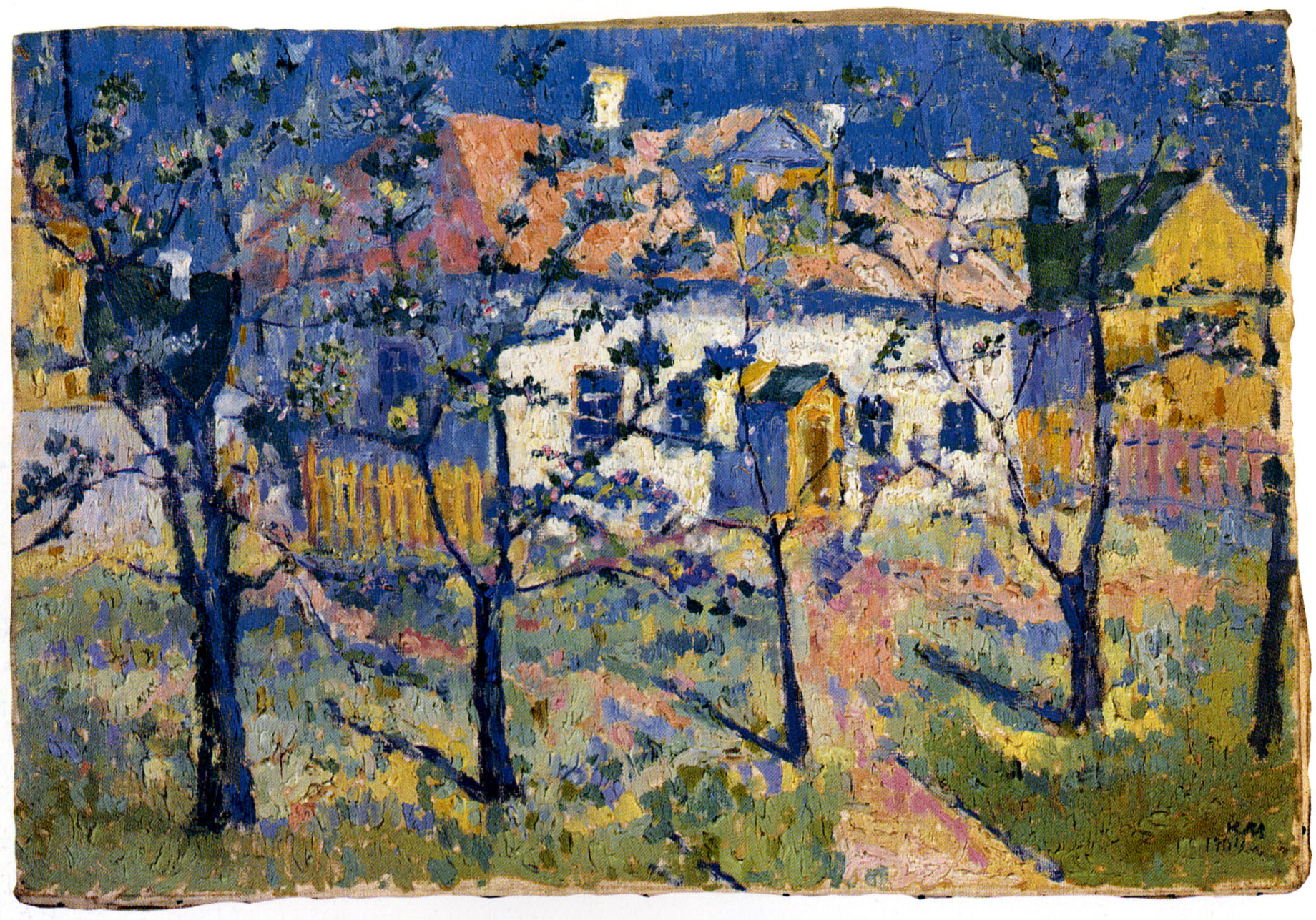
Frühlingsgarten in Blüte, 1904, Russisches Museum, St. Petersburg

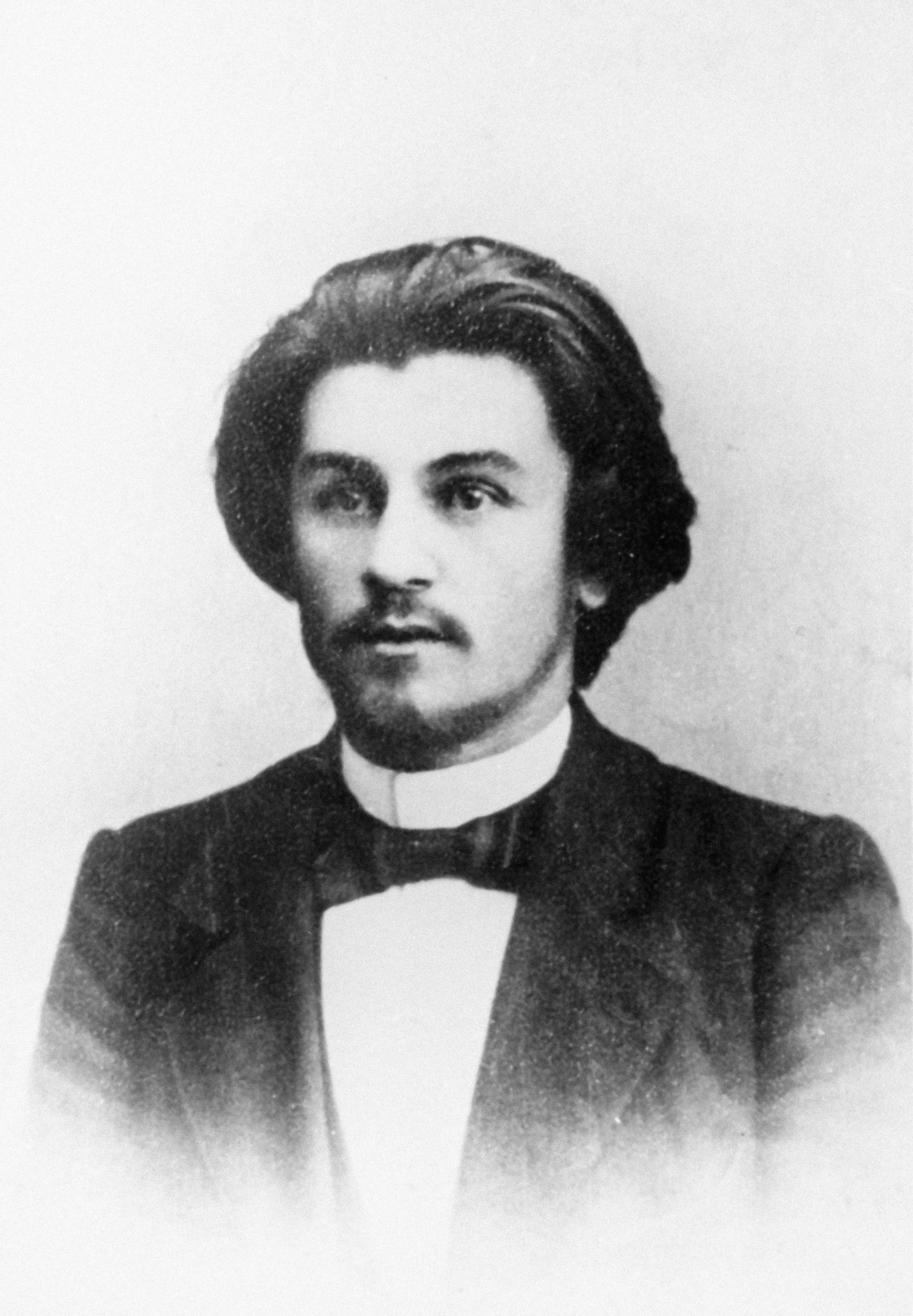
Kasimir Malewitsch, um 1900

Während seines Lebens in Kiew studierte Malewitsch Malerei an der Kiewer Zeichenschule bei dem ukrainischen Künstler Mykola Pymonenko. Der Einfluss von Pymonenko ist in Malewitschs Werken, unter anderem in Das Blumenmädchen, Der Schnitter und Hopak, offensichtlich.
Die Familie zog im Jahr 1896 nach Kursk um, wo der Vater eine Stellung in der Verwaltung der Eisenbahngesellschaft Kursk–Moskau annahm und seinem Sohn eine Stellung als technischer Zeichner vermittelte. Malewitsch fand dort gleichgesinnte Autodidakten, die ausschließlich nach der Natur malten und denen er sich anschloss.
1901 heiratete er die Polin Kazimiera Sgleitz. Sein Vater vereitelte alle seine Versuche, sich an der Kunstakademie in Moskau zu bewerben, doch im Herbst 1904 hatte Malewitsch genügend Geld gespart, um bis 1905 ein Studium an der Schule für Malerei, Skulptur und Architektur in Moskau absolvieren zu können.
Ein Initialerlebnis bedeutete für Malewitsch im Jahr 1904 der Anblick von Claude Monets Gemälde der Kathedrale von Rouen, das sich in der Sammlung des Kunstmäzens Sergei Schtschukin in Moskau befand. „Zum ersten Mal sah ich die lichterfüllten Reflexionen des blauen Himmels, die reinen, transparenten Farbtöne. […] Von diesem Moment an wurde ich Impressionist.“ Von 1905 bis 1910 setzte er seine Ausbildung mit einem Studium am privaten Atelier von Fjodor Rerberg in Moskau fort.

### Künstlerischer Anfang
1907 siedelte Malewitschs Familie endgültig nach Moskau über, und im gleichen Jahr fand seine erste öffentliche Ausstellung von zwölf Skizzen im Rahmen der 14. Ausstellung des Verbandes der Moskauer Künstler statt neben ebenfalls noch weitgehend unbekannten Künstlern wie Wassily Kandinsky, Michail Fjodorowitsch Larionow, Natalija Sergejewna Gontscharowa. Im Jahr 1909 heiratete Malewitsch in zweiter Ehe Sofija Rafalowitsch, die Tochter eines Psychiaters. Im folgenden Jahr nahm er an der von Larionow und Gontscharowa veranstalteten Ausstellung der Künstlergruppe „Karo-Bube“ teil. Ab 1910 begann seine neoprimitivistische Periode, in der er beispielsweise die Dielenbohnerer malte, ein Gemälde mit deutlich reduzierter Raumperspektive.

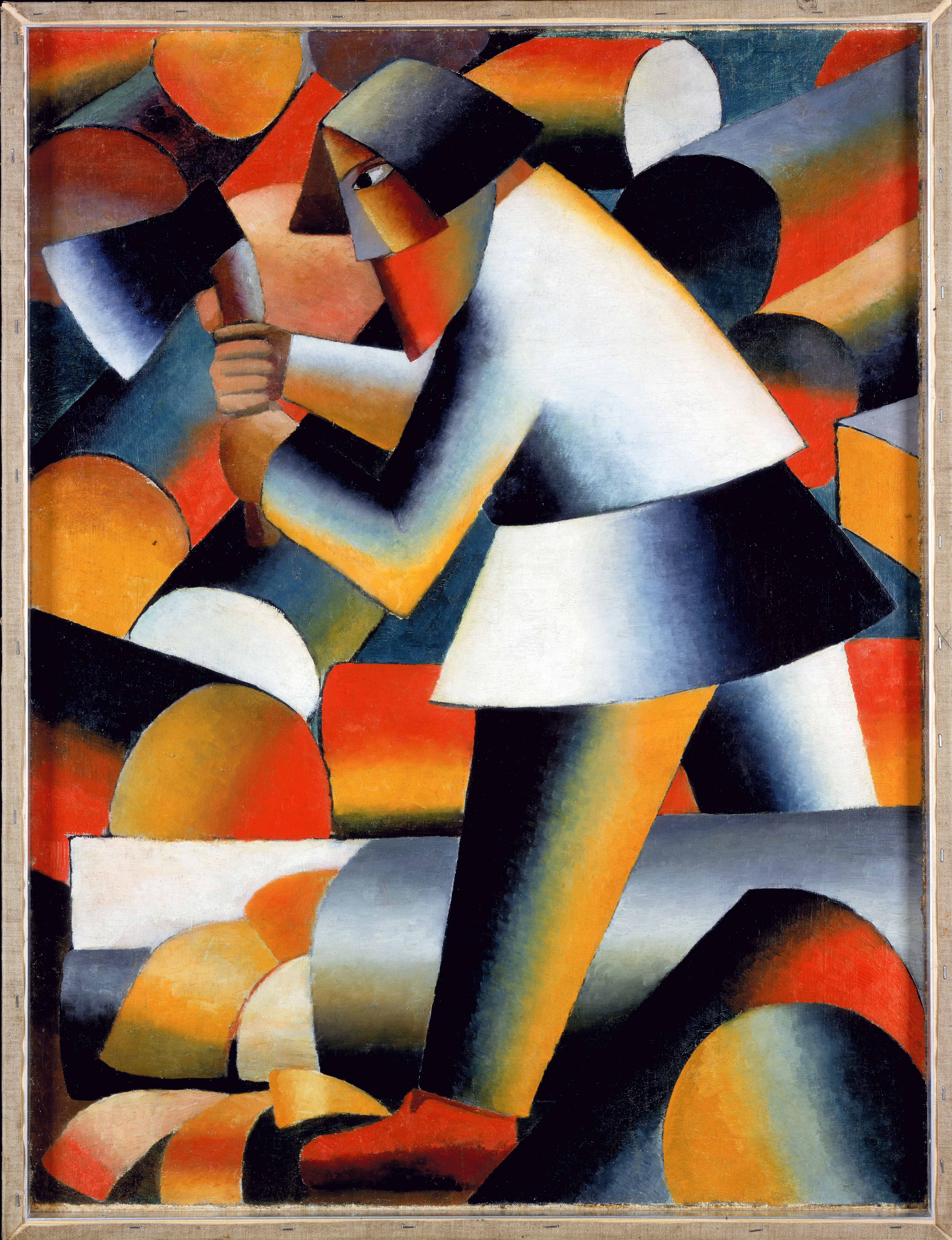
Der Holzfäller, 1912/13, Stedelijk Museum, Amsterdam

Gontscharowa und Larionow trennten sich 1912 von der ihnen verwestlicht erscheinenden Gruppe „Karo-Bube“ und begründeten die Künstlervereinigung „Eselsschwanz“ in Moskau, an der sich Malewitsch beteiligte. Auf einer Ausstellung dieser Vereinigung traf er auf den Maler und Komponisten Michail Wassiljewitsch Matjuschin. Die Bekanntschaft führte zu einer anregenden Zusammenarbeit, und es entwickelte sich zwischen beiden Künstlern eine lebenslange Freundschaft.
Larionow war bisher Führer der Avantgarde gewesen, doch infolge des wachsenden Anspruchs Malewitschs entwickelte sich eine Rivalität um die Führungsrolle, die ihre Ursache auch in unterschiedlichen künstlerischen Konzepten hatte. Malewitsch wandte sich dem Kubofuturismus zu, den er in St. Petersburg bei der „Union der Jugend“ während eines Vortrags als einzig vertretbare Richtung in der Kunst darstellte. Er malte bis 1913 einige Bilder in diesem Stil, beispielsweise das Gemälde Der Holzfäller. Sein Werk war auch in Übersee in der Armory Show (International Exhibition of Modern Art) in New York im Jahr 1913 vertreten.

### Die OperSieg über die Sonne, Begründung des Suprematismus

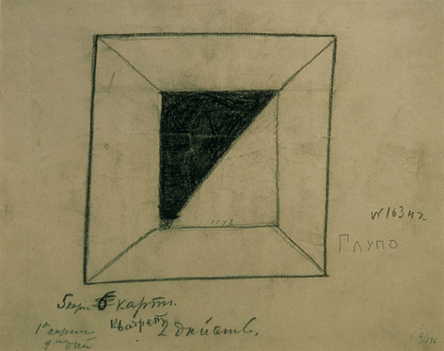
Skizze zum 5. Bild der Oper Sieg über die Sonne, 1913, Staatliches Museum für Theater und Musik, Sankt Petersburg

Im Sommer 1913 begannen unter Malewitschs Mitwirkung in Uusikirkko (Finnland) die Arbeiten an der Komposition der Oper Sieg über die Sonne. Das futuristische Werk wurde am 3. Dezember 1913 im Lunapark-Theater in Sankt Petersburg uraufgeführt. Welimir Chlebnikow verfasste den Prolog, Alexei Krutschonych das Libretto, die Musik stammte von Michail Matjuschin und das Bühnenbild sowie die Kostüme von Malewitsch. Auf einen Bühnenvorhang malte er das erste Schwarze Quadrat. Darin liegt auch der Grund, weshalb Malewitsch die Geburtsstunde des Suprematismus in das Jahr 1913 verlegte und sich nicht auf die im eigentlichen Sinne suprematistischen Bilder von 1915 berief. Im März/April 1914 fand im „Salon des Indépendants“ in Paris eine Ausstellung statt, auf der Malewitsch mit drei Gemälden vertreten war.

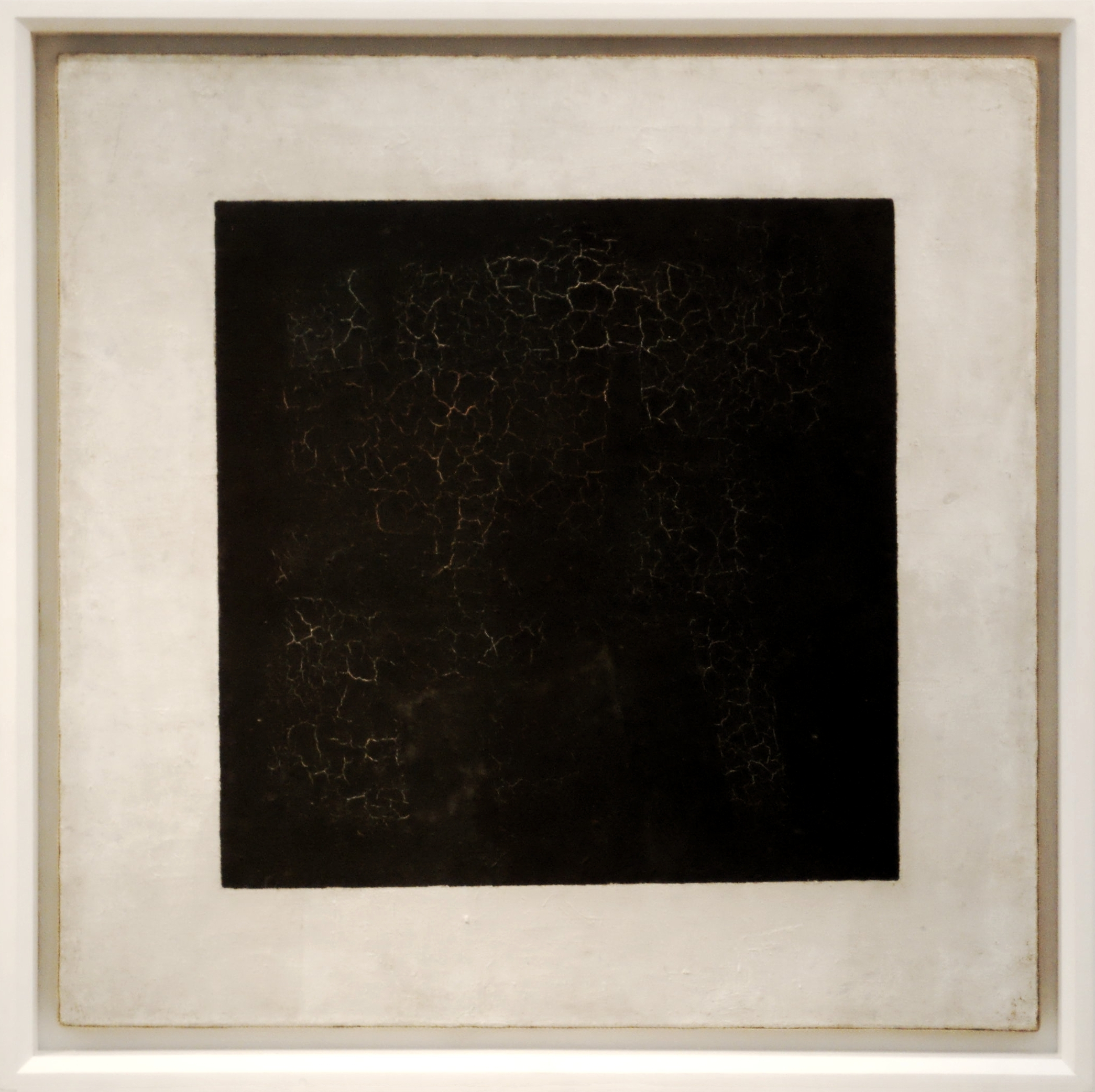
Schwarzes Quadrat auf weißem Grund, 1915 erstmals ausgestellt, Tretjakow-Galerie, Moskau

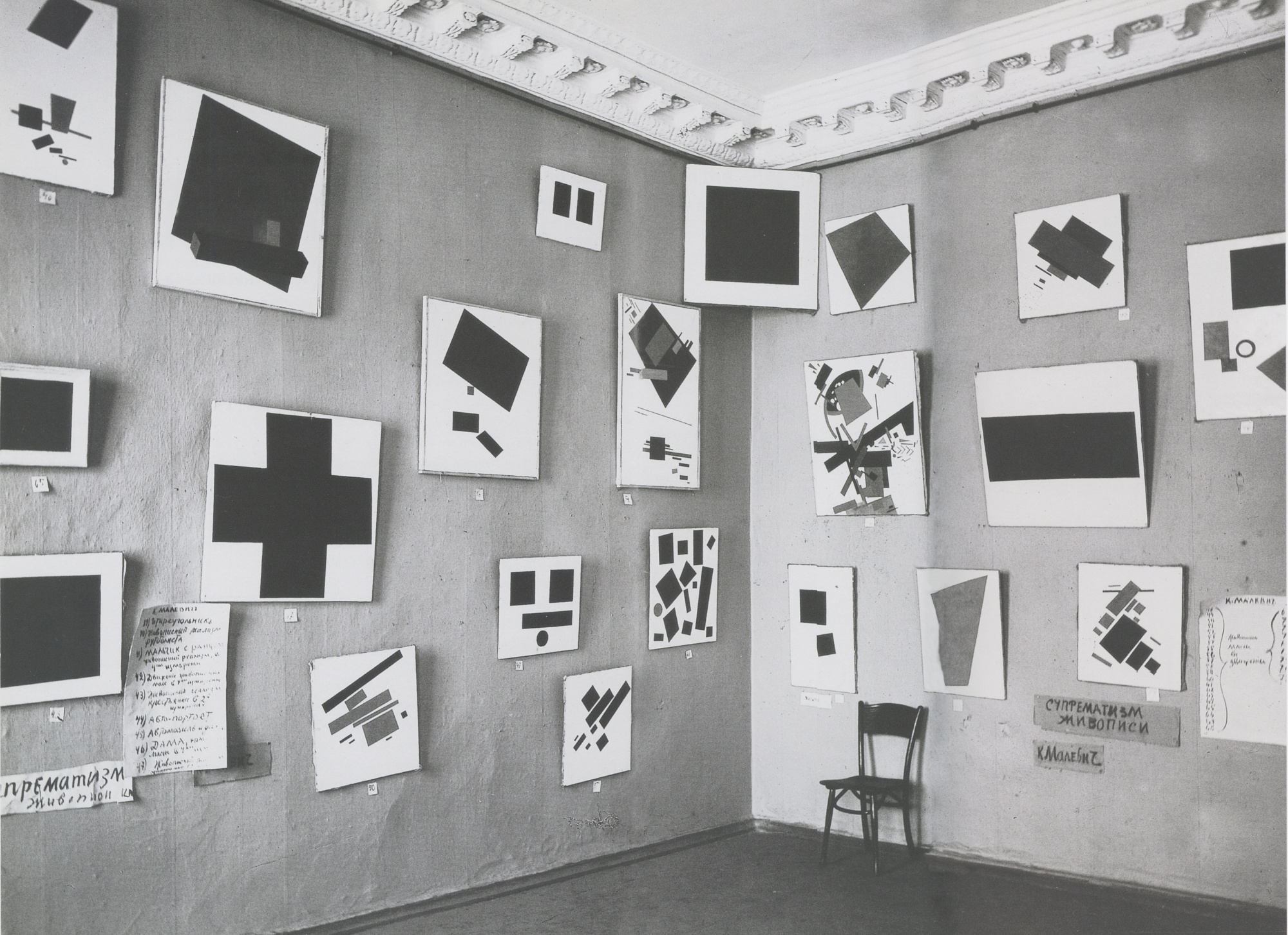
Die 0,10 Ausstellung mit dem Schwarzen Quadrat in Petrograd, 1915

Im Jahr 1915 schrieb er das Manifest Vom Kubismus zum Suprematismus. Der neue malerische Realismus – mit dem Schwarzen Quadrat auf dem Umschlag – und stellte im Dezember in der Ausstellung Letzte futuristische Ausstellung „0,10“ erstmals sein suprematistisches Gemälde Das Schwarze Quadrat auf weißem Grund in der Galerie Dobytschina in Petrograd (von 1914 bis 1924 der Name für Sankt Petersburg) aus, das im Katalog als Viereck bezeichnet wurde. Die geheimnisvolle Zahl 0,10 bezeichnet eine Denkfigur: Null, weil man erwartete, dass nach der Zerstörung des Alten die Welt von Null wieder beginnen könnte, und zehn, weil sich ursprünglich zehn Künstler beteiligen wollten. Tatsächlich waren es vierzehn Künstler, die an der Ausstellung teilgenommen hatten.
Malewitsch hängte sein Quadrat schräg oben in die Wandecke unter die Decke des Raumes, dort hatte gewöhnlich eine russische Ikone ihren traditionellen Platz. Zu den Ausstellenden gehörten neben Malewitsch Wladimir Tatlin, Nadeschda Udalzowa, Ljubow Popowa und Iwan Puni.
Die Ausstellung, die vernichtende Kritiken erhielt, markiert jedoch den Durchbruch zur gegenstandslosen, abstrakten Kunst; das bahnbrechende Ereignis in der Kunstgeschichte fand zu dieser Zeit nicht die länderübergreifende Beachtung, da in Europa der Krieg ausgebrochen war. Malewitsch wurde im Jahr 1916 zur zaristischen Armee einberufen und verbrachte die Zeit bis zum Kriegsende in einer Schreibstube. In dieser Zeit arbeitete er weiter an seinen Gemälden sowie an den theoretischen Schriften und korrespondierte mit Matjuschin. Obgleich die russischen Avantgardegruppen unterschiedliche Theorien vertraten, was zu Kontroversen führte, gab es unter den harten Kriegsbedingungen gemeinsame Kunstausstellungen der Suprematisten unter Malewitschs Führung sowie der Konstruktivisten, deren Leitung Tatlin innehatte. Malewitsch stellte beispielsweise auf Tatlins Wunsch in gewollter Abgrenzung ältere kubofuturistische Arbeiten zur Verfügung wie Ein Engländer in Moskau, die in dessen Ausstellung Magasin in einem Kaufhaus aufgenommen wurden.
Nach der Oktoberrevolution 1917 wurde Malewitsch mit der Aufsicht über die nationalen Kunstsammlungen des Kreml betraut. So wurde er Vorsitzender der Kunstabteilung des Moskauer Stadtsowjets und Meister an der zweiten „Freien staatlichen Kunstwerkstätte“ (SWOMAS) sowie Professor an den „Freien staatlichen Kunstwerkstätten“ in Petrograd. Im engeren Sinn war er weder ein engagierter Funktionär noch Revolutionär, er nutzte nur die neuen Machthaber für die Durchsetzung seiner künstlerischen Ambitionen. Seine Malerei hatte sich in der Kunstszene durchgesetzt, er erhielt beispielsweise im Herbst 1918 mit Matjuschin den Auftrag, die Dekoration für einen Kongress über die Dorfarmut im Winterpalais zu schaffen.

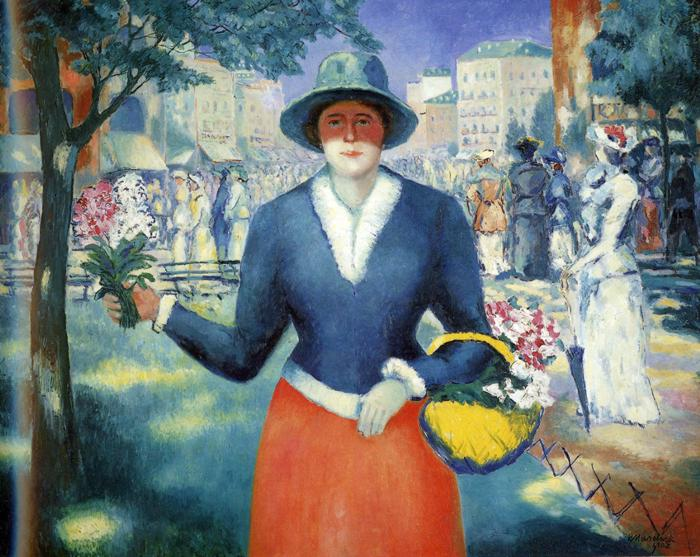
Blumenverkäuferin, 1903 datiert, tatsächlich erst gegen Ende der 1920er Jahre entstanden,[16] Russisches Museum, St. Petersburg
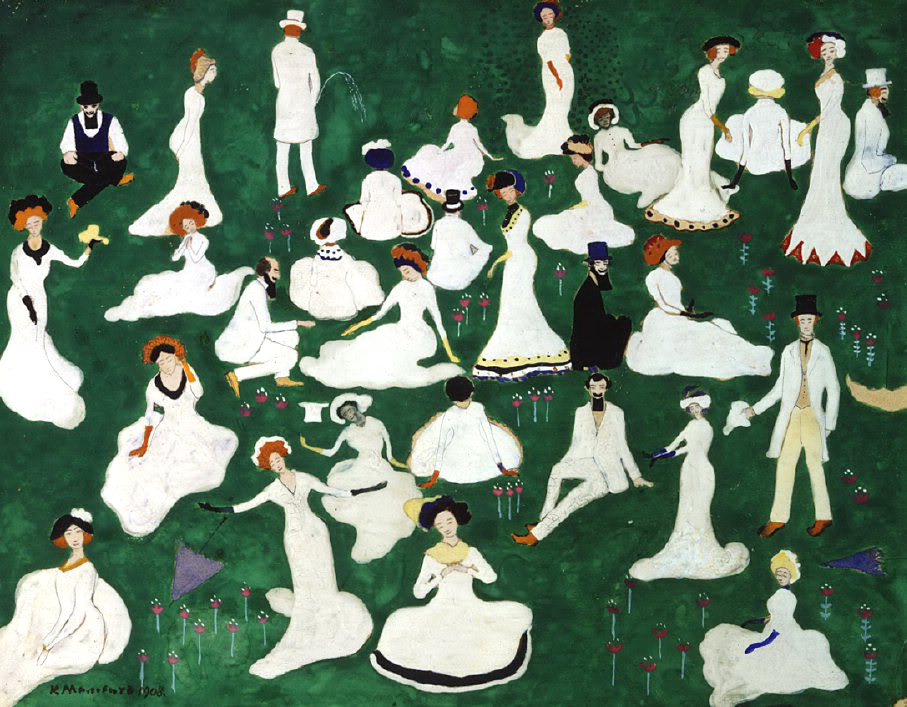
Erholung. Gesellschaft mit Zylindern, 1908, Russisches Museum, St. Petersburg
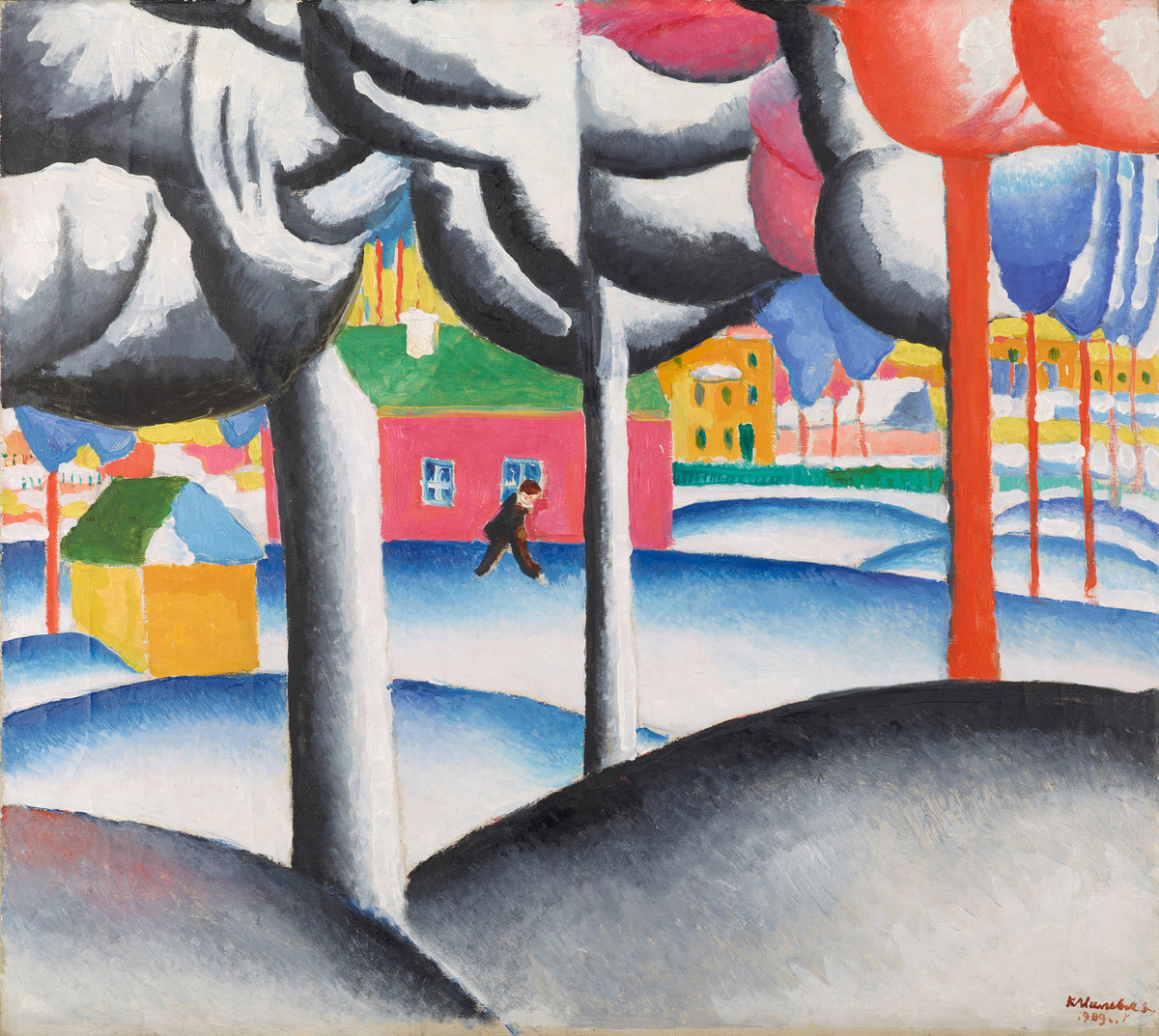
Landschaft (Der Winter), 1909 datiert, tatsächlich aber erst um 1930 entstanden,[17] Museum Ludwig, Köln
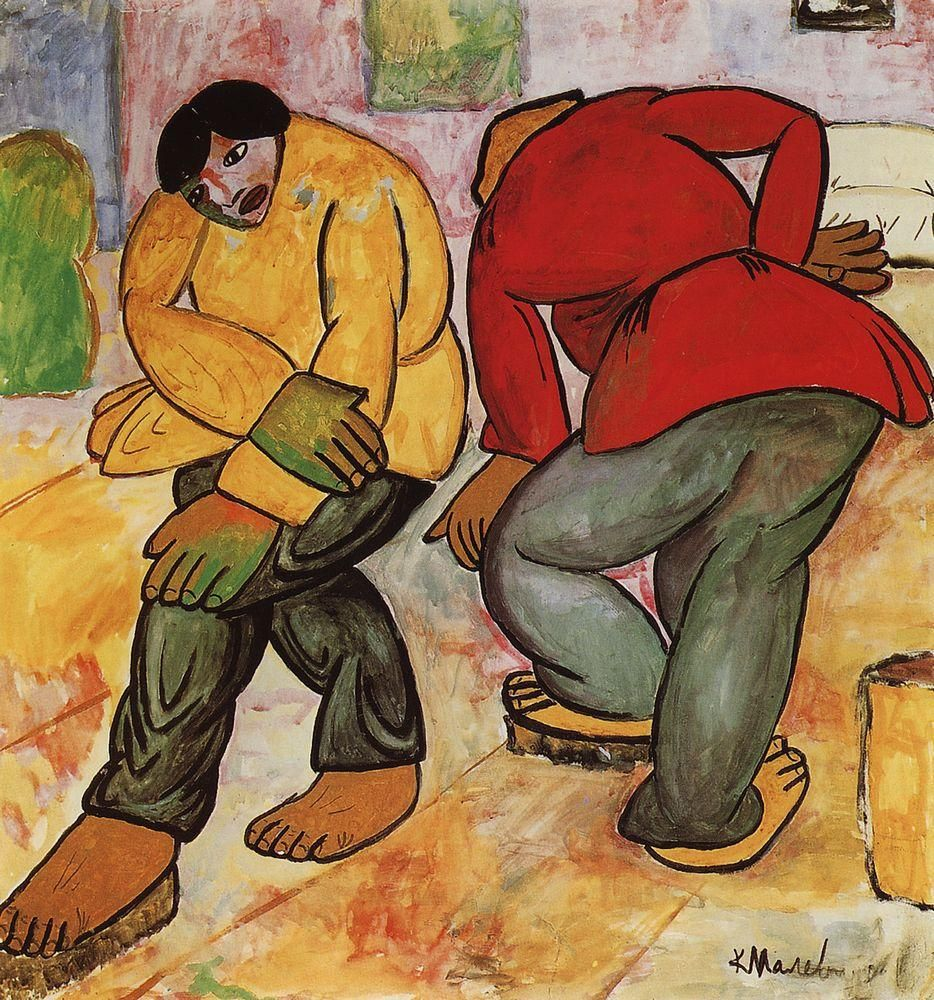
Dielenbohnerer, 1910/1911, Stedelijk Museum, Amsterdam
Badender, 1911, Stedelijk Museum, Amsterdam
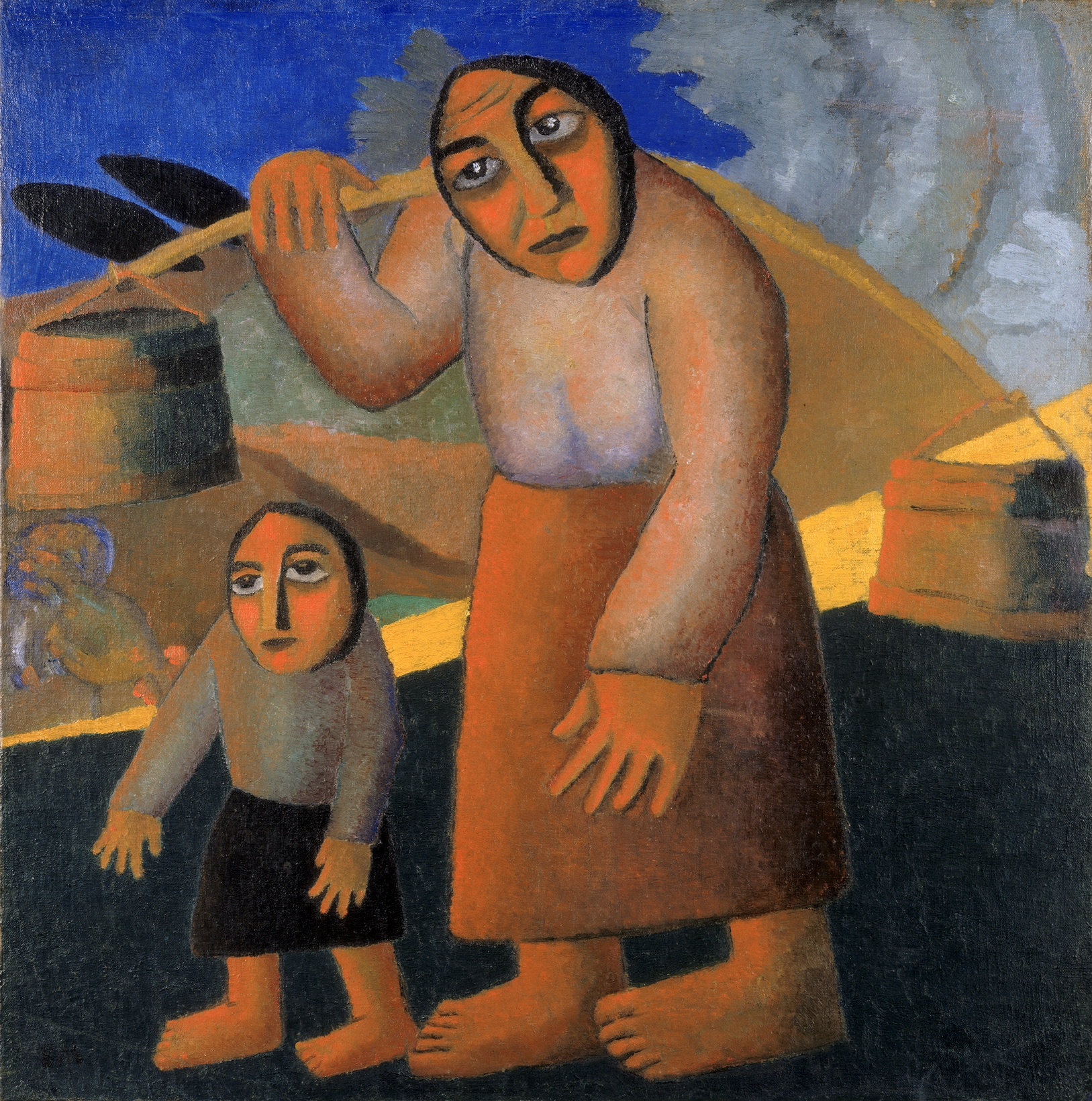
Bäuerin mit Eimern und Kind, um 1912, Stedelijk Museum, Amsterdam
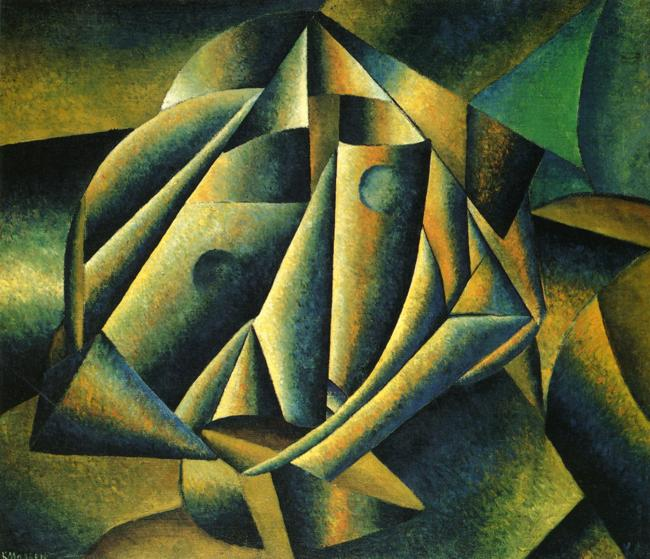
Kopf einer jungen Bäuerin, 1912 bis 1913, Stedelijk Museum, Amsterdam
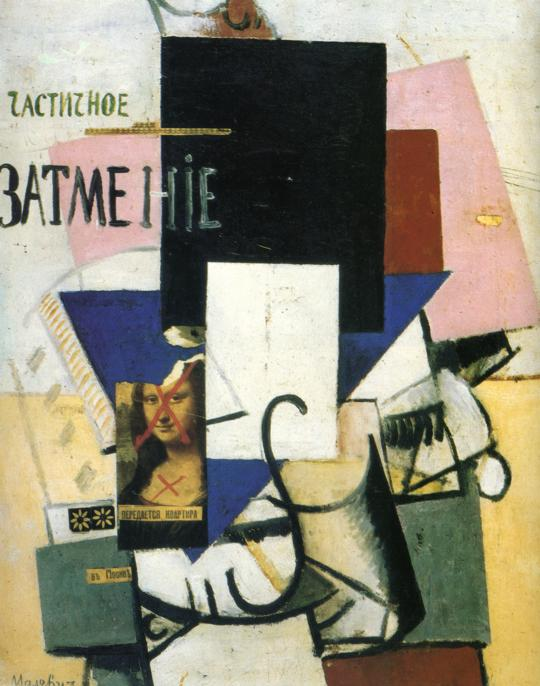
Sonnenfinsternis mit Mona Lisa, 1914, Russisches Museum, St. Petersburg
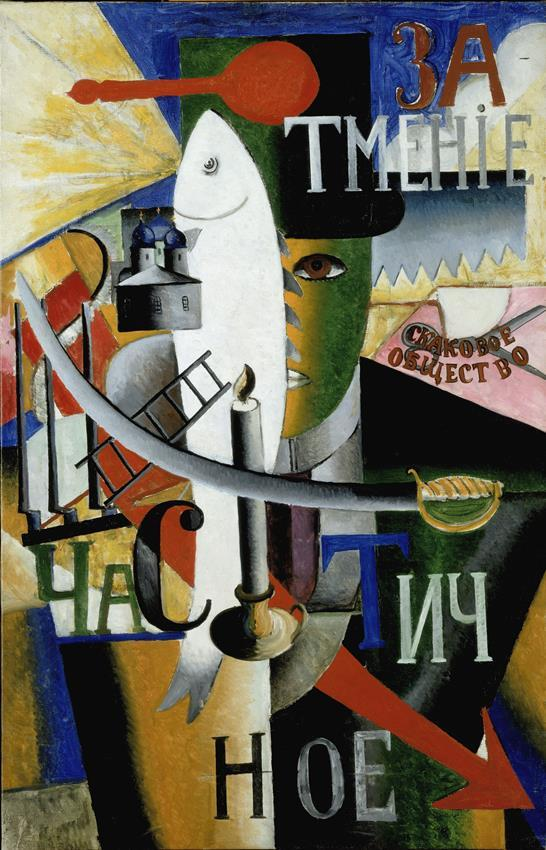
Ein Engländer in Moskau, 1914, Stedelijk Museum, Amsterdam
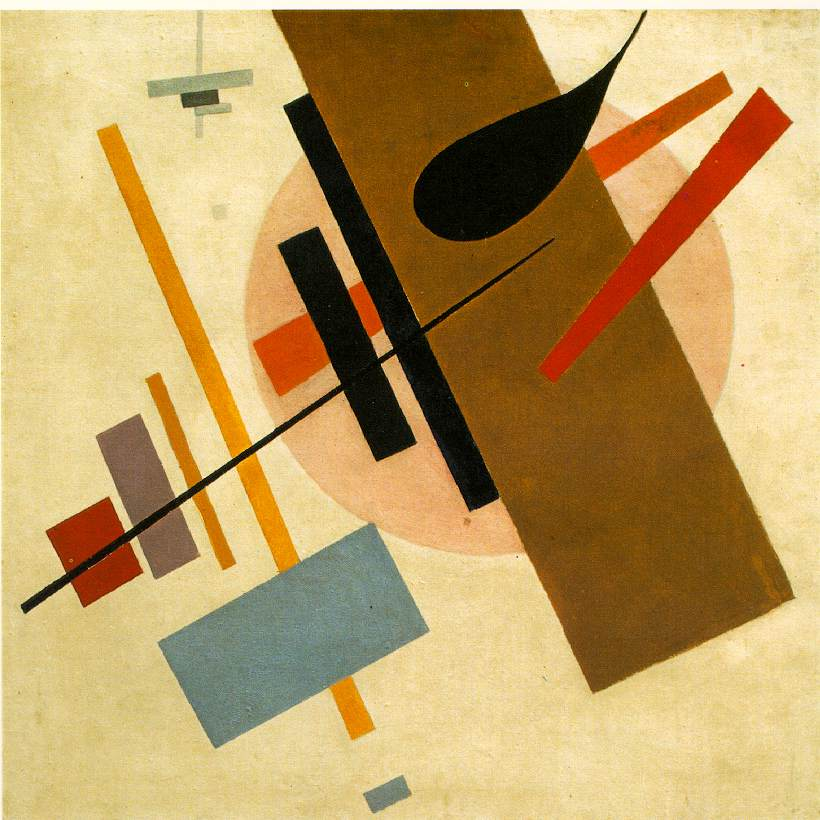
Suprematism (Supremus No. 55), 1916, Kunstmuseum Krasnodar

### Witebsker Periode
Auf Einladung von Marc Chagall zur Mitarbeit in der von ihm 1918 organisierten Volkskunstschule (Prawdastr. 5) traf Kasimir Malewitsch 1919 in Witebsk ein. Malewitsch gründete dort 1920 die Gruppe UNOWIS (Bestätiger der Neuen Kunst) und konnte nach kurzer Zeit viele Anhänger um sich scharen. Seine Tochter Una wurde geboren, ihr Name leitet sich von der Künstlergruppe ab. Chagall, der in den Auseinandersetzungen über die künstlerische Ausrichtung der Schule den Machtkampf gegen Malewitsch bereits 1921 verloren hatte, emigrierte 1922 über Berlin nach Paris. 1922 gehörte Malewitsch zu den Autoren der von El Lissitzky und Ilja Ehrenburg konzipierten kurzlebigen Zeitschrift „Gegenstand“, die sich dem Dialog von Künstlern verschiedener Nationalitäten verschrieben hatte.
Der Architekt und Grafikdesigner El Lissitzky war ein Mitglied des Instituts; in seinem Atelier gestaltete er unter anderem auch Texte von Malewitsch wie Suprematismus 34 Zeichnungen (1920). In dieser historischen Periode wurde unter Malewitschs Leitung nicht nur die Schule selbst, das Unterrichtssystem, das Kulturleben der Stadt Witebsk verändert, sondern sie beeinflusste auch den weiteren Kunstprozess der Welt. Während Malewitschs Wirken in Witebsk (Witebsker Periode) waren die Ideen des Suprematismus theoretisch und konzeptionell vollendet. Sie benötigten ein neues Milieu für die Entwicklung und für den mehrfunktionalen Dialog des Erneuerungsverhaltens dem Leben gegenüber. Zu diesem Milieu ist Witebsk geworden, das man zu dieser Zeit das zweite Paris nannte. In Witebsk wurde die Idee zur Gründung eines Museums für Moderne Kunst von Marc Chagall geboren und verwirklicht. Heute wird diese Periode „Witebsker Renaissance“ genannt, ihre Vertreter bilden die „Witebsker Schule“ oder „Witebsker Avantgarde“.

### Lehrtätigkeit von 1922 bis 1926

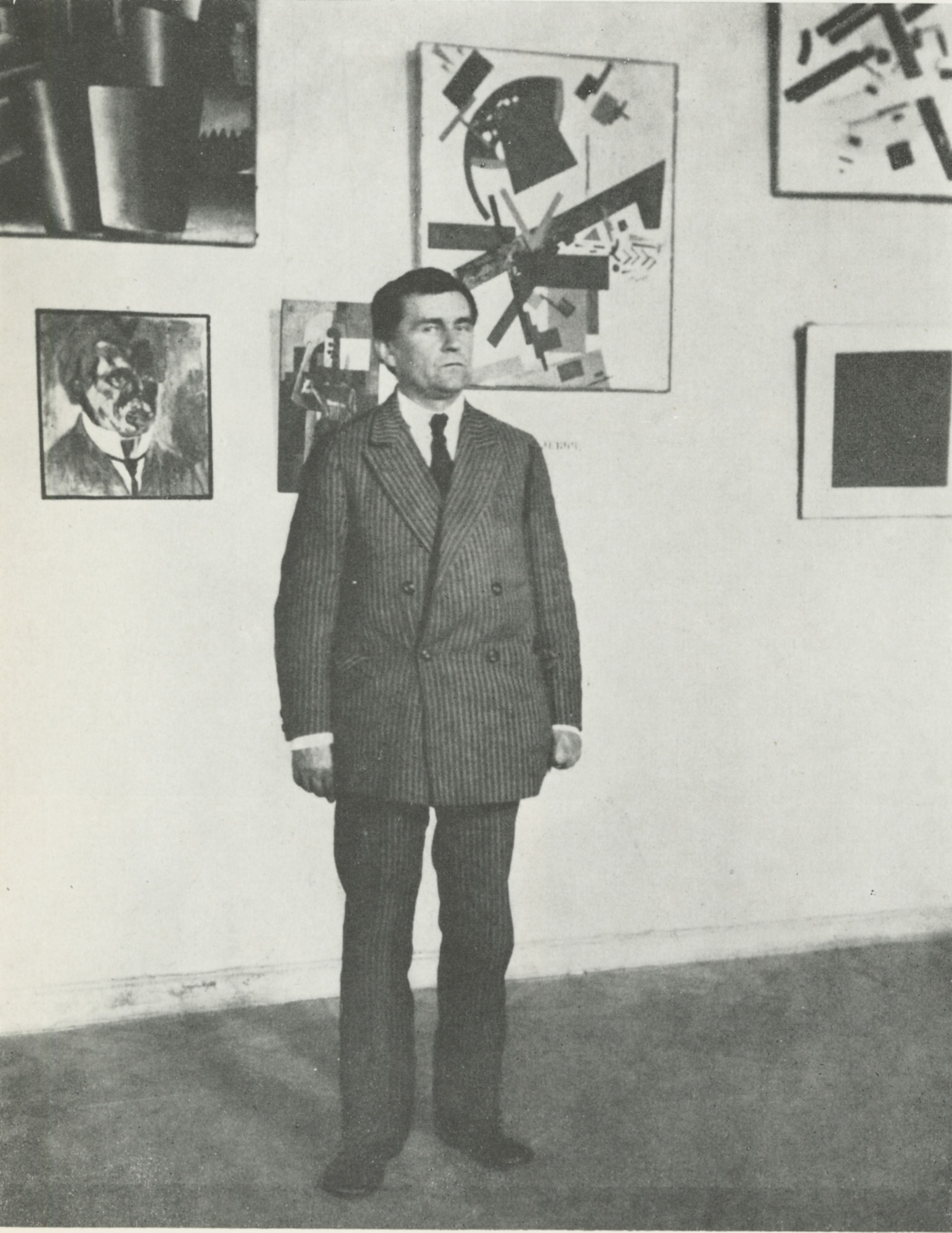
Malewitsch und seine Gemälde in Leningrad, 1924

Im April 1922, nach Streitigkeiten mit den Behörden, die die Russische Avantgarde bekämpften, verließen Malewitsch und ein größerer Teil seiner Studenten Witebsk in Richtung Petrograd (Sankt Petersburg). 1925 schloss er nach dem Tod seiner zweiten Frau die dritte Ehe mit Natalja Andrejewna Mantschenko. Von 1924 bis 1926 war er Leiter des GINChUK. Die regimekonforme Künstlergruppe AChRR beherrschte inzwischen jedoch die sowjetische Kunstkultur – die stalinistische Ära hatte begonnen und mit ihr die Ablehnung avantgardistischer Kunst – sodass Malewitsch in Ungnade fiel und 1926 seine Stellung verlor. Daher nahm er eine Beschäftigung am Staatlichen Institut für Kunstgeschichte an.

### Besuch in Berlin und Dessau

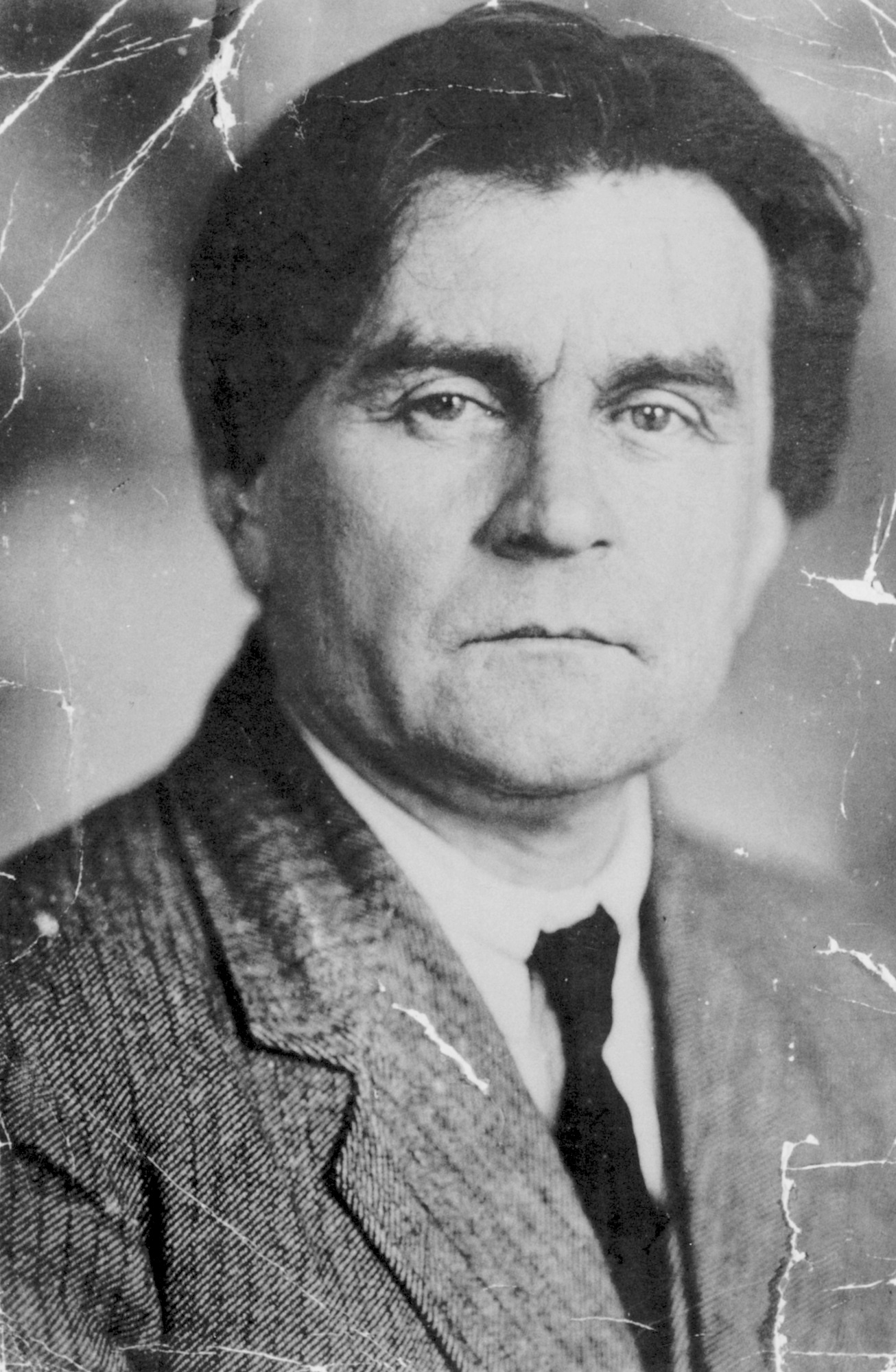
Kasimir Malewitsch, 1925

Im Frühjahr 1927 erhielt Malewitsch ein Visum und reiste über Warschau nach Berlin, wo während der „Großen Berliner Kunstausstellung“ in der Galerie van Diemen 70 Gemälde und seine Architektona, Gipsmodelle seiner Architekturentwürfe, gezeigt wurden. In Dessau besuchte er das Bauhaus und konnte die Publikation seiner Schrift Die gegenstandslose Welt vereinbaren, die als elfter Band in der Reihe der Bauhausbücher (begründet von Walter Gropius und László Moholy-Nagy) veröffentlicht wurde, allerdings mit einem distanzierten Vorwort der Herausgeber. Überdies wurden aus dem Text Passagen gestrichen, in denen sich Malewitsch kritisch mit der Entwicklung der Sowjetgesellschaft auseinandersetzte. So schrieb er in seinem Manuskript von der „jetzigen Phase des sozialistischen, fressorientierten Lebenskomforts“. Im Gegensatz zu seinen Erwartungen wurde Malewitsch zwar als bedeutender Vertreter der russischen Avantgarde aufgenommen, doch dem Bauhaus lag zu diesem Zeitpunkt der russische Konstruktivismus näher als der Suprematismus, der in Deutschland mit seinem philosophischen System der Welterkenntnis als überholt erschien. In Dessau suchte man einen Weg zu einem gestalterischen Weltentwurf, ähnlich wie die niederländische Gruppe De Stijl, deren Mitbegründer Piet Mondrian wie Malewitsch ein früher Meister der Abstraktion war. Mondrians im Jahr 1920 geschaffene Stilrichtung Neoplastizismus war beeinflusst vom emotionalen Suprematismus Malewitschs.
Im Juni kehrte Malewitsch nach Russland zurück, wurde verhaftet und einen Monat lang im Lefortowo-Gefängnis festgehalten. Wegen der unsicheren politischen Verhältnisse in der Sowjetunion hinterließ der Künstler in Deutschland seine Schriften bei seinem Gastgeber Gustav von Riesen und die mitgebrachten Werke bei dem Architekten Hugo Häring, der sie für Malewitsch verwahrte. Zu dem geplanten erneuten Besuch Malewitschs kam es nicht mehr, sodass die Gemälde erst im Jahr 1951 wiederentdeckt und 1958 für rund 120.000 Mark vom Stedelijk Museum, Amsterdam angekauft wurden. Durch einen Vergleich im Mai 2008 ist der jahrelange Streit zwischen den 37 Erben Malewitschs und der Stadt Amsterdam gütlich geregelt worden: Die Erben erhielten fünf bedeutende Werke Malewitschs und akzeptieren im Gegenzug, dass die restlichen Bilder aus der Sammlung der Stadt Amsterdam bleiben. Dort werden sie seit 2009 im wiedereröffneten Stedelijk Museum ausgestellt.

### Rückkehr zur figurativen Malerei
Malewitsch nahm seine Tätigkeit am Staatlichen Institut für Kunstgeschichte wieder auf, entwarf Pläne für Satellitenstädte in Moskau, beschäftigte sich mit Entwürfen für Porzellan und bemühte sich, seine Forschungsergebnisse zu veröffentlichen. Indem er seine dogmatischen Ansichten leicht zu revidieren suchte, war er auf der Suche nach neuen Möglichkeiten und Wegen für seine Kunst.

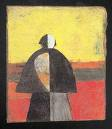
Bauer auf dem Feld, um 1928, nach einem Motiv von 1912

Die wesentlichen Werke, die er in Deutschland zurückgelassen hatte, begann Malewitsch wiederherzustellen, indem er „verbesserte“ Repliken malte, das galt auch für impressionistische Motive. Er datierte die Arbeiten zurück, was später zu großer Verwirrung in Kunstkreisen führen sollte. Die Bilder dienten zur Vervollständigung seiner großen Werkschau, die im Jahr 1929 geplant war.
Einen radikalen Umbruch ab Ende der 1920er Jahre in Malewitschs Werk stellte die Rückkehr zur figurativen Malerei mit suprematistischen Elementen dar; er stellte sie in den Dienst der geliebten Bauern, die unter der Zwangskollektivierung der Landwirtschaft zu leiden hatten, was sich in seinem neuen Stil ausdrückte. In seiner Malweise wurden die Menschen nach und nach zu verstümmelten Puppen, zu Gefangenen eines verbrecherischen Gulag.
Die weitere Arbeit am Staatlichen Institut für die Geschichte der Kunst wurde ihm 1929 untersagt und das Institut wenig später geschlossen. Zwei Wochen im Monat durfte er im Kunstinstitut in Kiew arbeiten. Im November des Jahres stellte er in der Tretjakow-Galerie in Moskau anlässlich einer Retrospektive seine Werke aus, erntete aber überwiegend negative Kritik. Kurz darauf wurde die Ausstellung nach Kiew übernommen, wurde aber nach wenigen Tagen bereits wieder geschlossen. Am 20. September 1930 wurde er von NKWD verhaftet und über zwei Monate im Kresty-Gefängnis festgehalten. Infolge der Haft verschlechterte sich Malewitschs Gesundheitszustand.
In seiner letzten künstlerischen Phase, kurz vor seinem Tod, kehrte er zur Malweise „realer“ Porträts zurück, diese entsprechen jedoch nicht dem Stil des „Sozialistischen Realismus“, sondern ähneln Werken der Renaissance, die sich in der Bekleidung der Porträtierten ausdrückt. Charakteristisch an diesen Gemälden sind die ausdrucksvollen Gesten der dargestellten Personen.

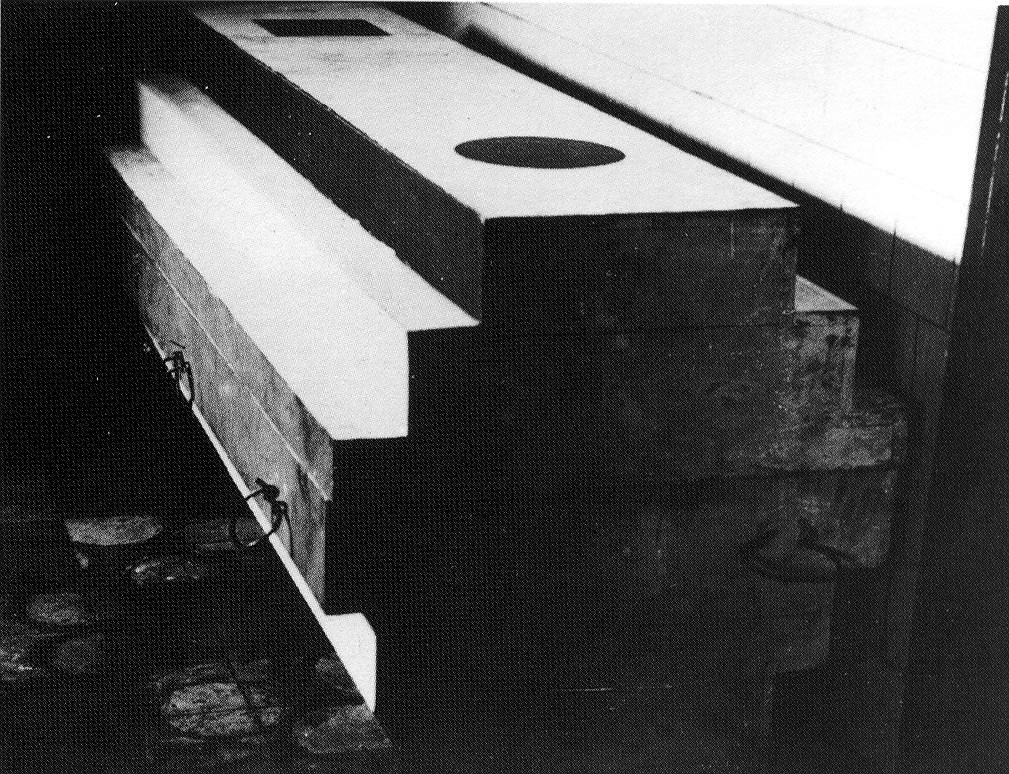
Malewitschs Sarg

1932 erhielt er die Leitung an einem Forschungslabor des Russischen Museums in Leningrad, wo er bis zu seinem Tod arbeitete. Trotz der staatlichen Anordnung, die avantgardistische Tendenzen verbot und die Stilrichtung des Sozialistischen Realismus forderte, wurde sein Werk im Rahmen der Ausstellung „Fünfzehn Jahre Sowjetkunst“ noch einmal gezeigt. Ab 1935 gab es jedoch keine Ausstellung seiner Werke mehr in der UdSSR; erst nach der Perestroika fand im Jahr 1988 in Sankt Petersburg eine umfassende Retrospektive mit Werken von Malewitsch statt.
Im Jahr 1935 starb Malewitsch an einem Krebsleiden in Leningrad. Sein Grab lag in Nemtschinowka bei Moskau auf dem Gelände seiner Datscha, auf dem ein von Nikolai Suetin entworfener weißer Kubus mit einem schwarzen Quadrat auf der Vorderseite aufgestellt war. Die Grabstätte existiert heute nicht mehr.

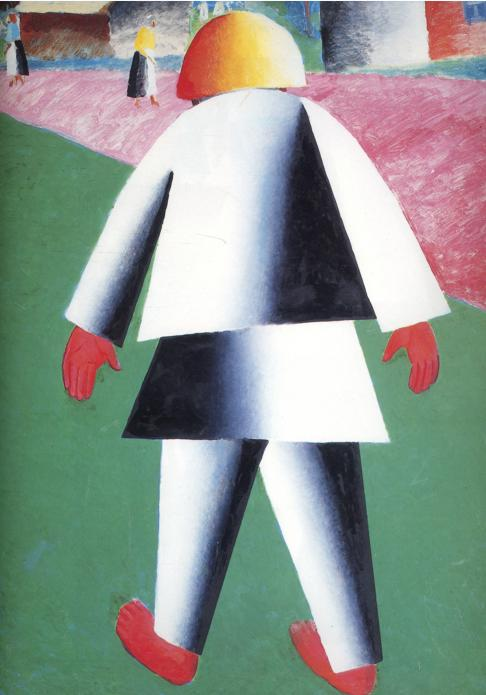
Junge, 1928–1932, Staatliches Russisches Museum, St. Petersburg
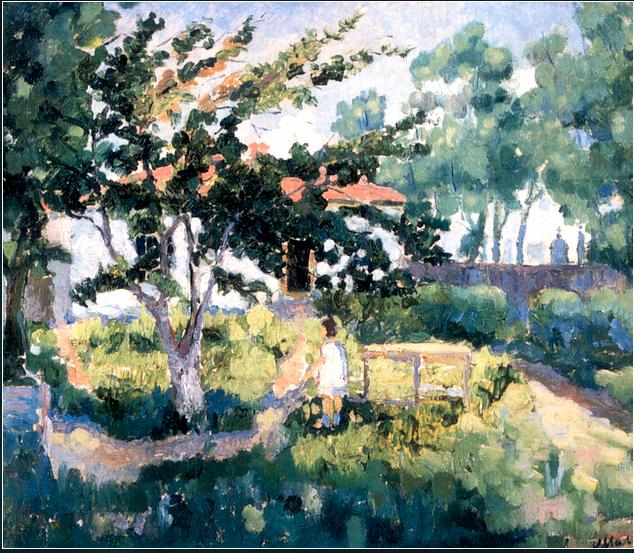
Sommerlandschaft, 1929, Staatliches Russisches Museum, St. Petersburg
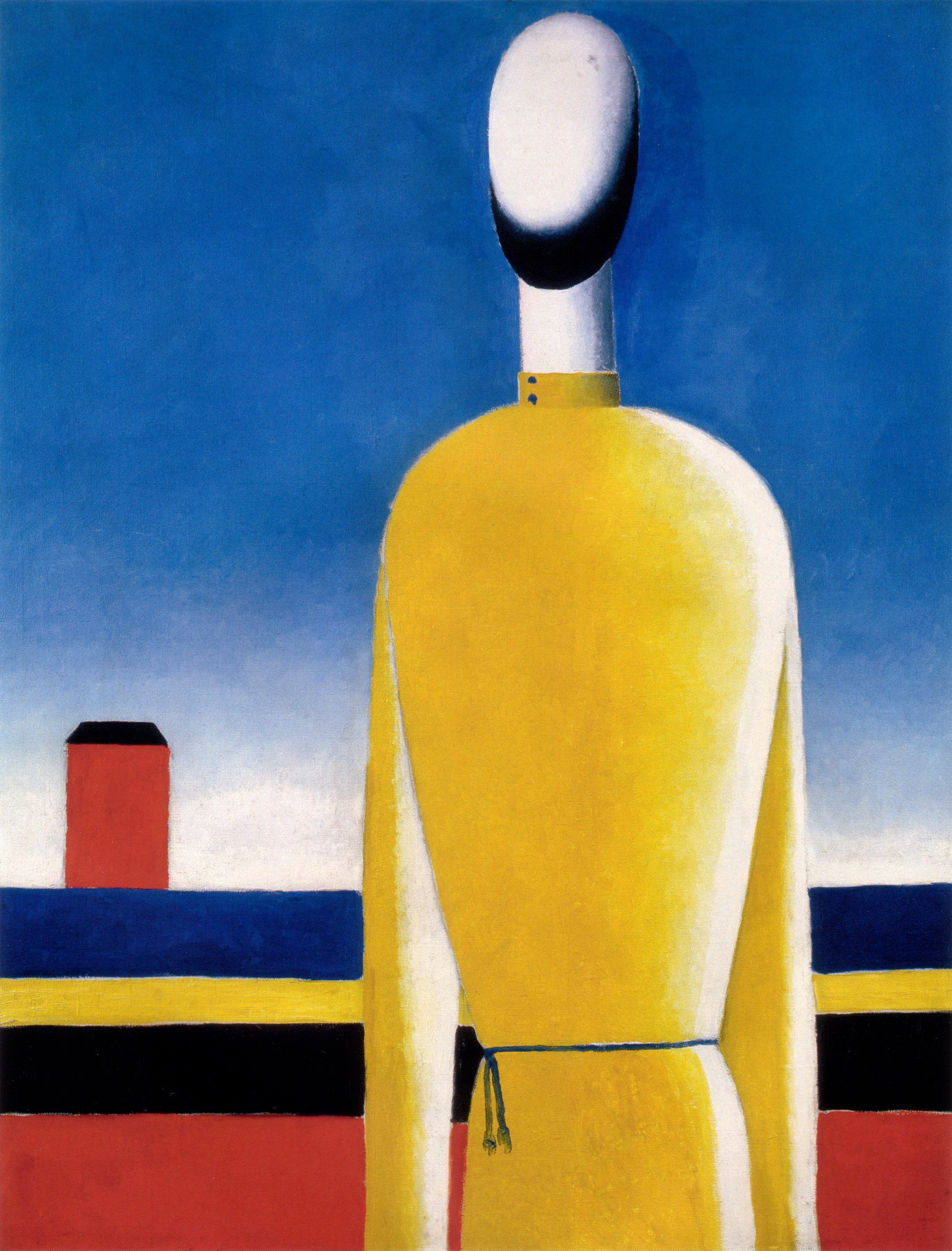
Komplexe Vorahnung (Torso im gelben Hemd), um 1930, Staatliches Russisches Museum, St. Petersburg
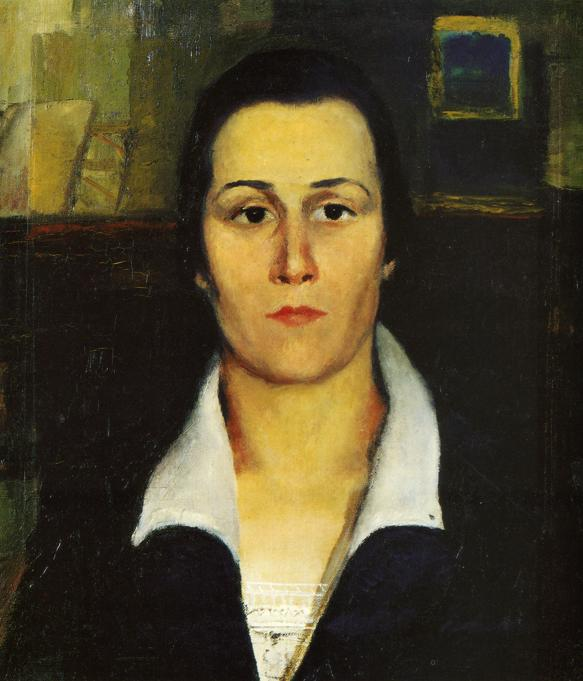
Frauenporträt, 1930, Staatliches Russisches Museum, St. Petersburg
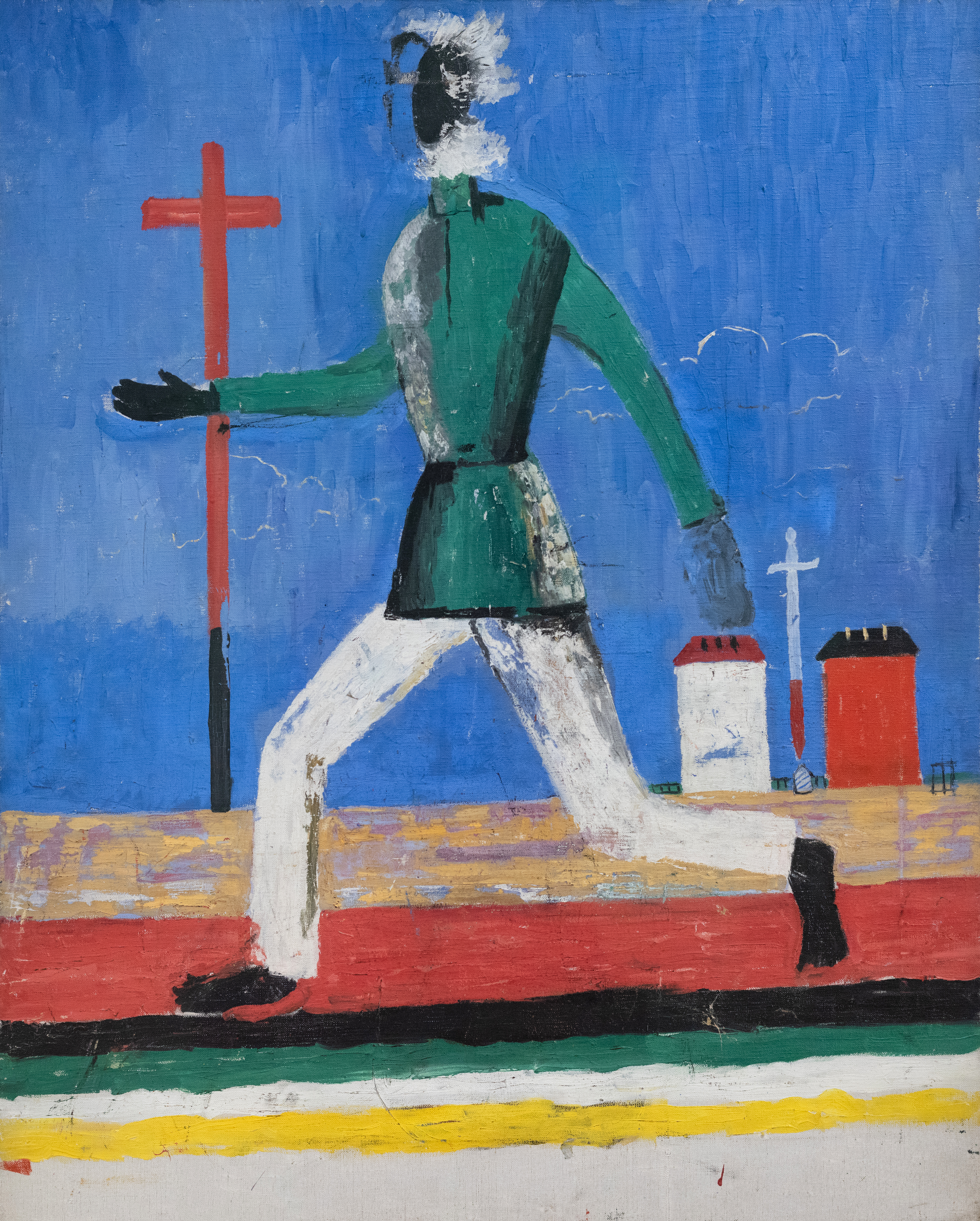
Der rennende Mann, 1930

## Zum Werk

### Das Frühwerk

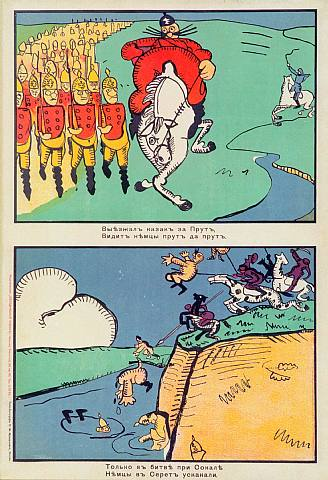
Lubok Heute, 1914, Galerie Gmurzynska, Köln. Patriotischer Lubok nach Kriegsausbruch. Die Texte werden Wladimir Majakowski zugeschrieben

Malewitsch orientierte sich zu Beginn seiner künstlerischen Arbeit an den Neuerungen der europäischen Kunst zu Beginn des 20. Jahrhunderts. So malte er anfangs im impressionistischen Stil und nahm sich Monet und später Cézanne zum Vorbild. In seinem Frühwerk entstanden ebenfalls Gemälde im symbolistischen und pointillistischen Stil. Viele Elemente der russischen Volkskunst Lubok finden sich in seiner Druckgrafik. Der Bauernkopf aus dem Jahr 1911 ist ein Beispiel für die häufige Verwendung der bäuerlichen, farbenfrohen russischen Motive. Er wurde auf der zweiten Ausstellung des Blauen Reiters in München ausgestellt.

### Primitivismus, Kubofuturismus, Alogismus
Kasimir Malewitschs künstlerische Entwicklung im Vorfeld des Suprematismus (bis 1915) ist durch drei Hauptphasen bestimmt: Primitivismus, Kubofuturismus und Alogismus.
Im Primitivismus von 1910 bis etwa 1912 herrschten stark vereinfachte, flächige Formen und eine expressive Farbgebung vor. Die Bildthemen bezogen sich auf Alltagsszenen; ein Beispiel hierfür ist der Badende aus dem Jahr 1911.
Im Gegensatz zum Primitivismus brachte der Kubofuturismus, eine russische Abwandlung des französischen Kubismus und italienischen Futurismus, die Rückbesinnung auf traditionelle Formen der russischen Volkskunst mit sich. Malewitsch verwendete kubistisch orientierte Grundformen wie Kegel, Kugel und Zylinder zur Darstellung der Figuren und ihrer Umgebung; die Farbe, häufig erdfarben getönt, diente verstärkt zur Hervorhebung der Plastizität. Auf vielen Bildern dieser Periode zerlegte er die Fläche in Facetten.
In der dritten Phase folgten die sogenannten alogischen Gemälde. Überlieferte Bildbedeutungen wurden durch alogische Zusammenstellungen von Zahlen, Buchstaben, Wortfragmenten und Figuren ersetzt. Ein Beispiel zeigt das Gemälde Ein Engländer in Moskau aus dem Jahr 1914.
Die Vorgeschichte des Suprematismus erklärt Malewitschs radikalen Schritt zum gegenstandslosen Stil des Suprematismus, indem sie das Nebeneinander, die kurze Anwendung unterschiedlicher Stile und den Bruch mit der Logik des Bildinhalts aufzeigt.

### Das suprematistische Werk ab 1915
Das bekannteste seiner Bilder ist das suprematistische Das Schwarze Quadrat auf weißem Grund von 1915, mit dem Malewitsch durch die im Kubismus begonnene Abstraktion einen Höhepunkt erreichte. Malewitsch leugnete in seinem die Ausstellung „(0,10)“ begleitenden Manifest jede Beziehung der Kunst und ihrer Darstellungen zur Natur. Er ließ damit selbst die damals aktuellen Tendenzen der Avantgarde hinter sich, denn der Kubismus forderte nicht die absolute Gegenstandslosigkeit des Bildinhalts, wie Malewitsch sie nun in seinen Werken anwandte. Die Struktur des Schwarzen Quadrats wurde durch kleine impressionistische Pinselstriche geschaffen, nicht mit dem Lineal und einer einheitlichen Farbfläche, die Ränder des Vierecks sind zerfasert. In den Jahren 1923 und 1929 sollte er weitere Bilder mit dem Thema „Schwarzes Quadrat“ schaffen. Ebenfalls im Jahr 1915 malte er Das Rote Quadrat. Nach einem gelben Parallelogramm auf Weiß folgte 1919 Weißes Quadrat, ein weißes Quadrat auf weißem Grund, mit dem die Quadratserie abgeschlossen wurde. In seinen suprematistischen Gemälden findet man außer Schwarz und Weiß die Grundfarben der Palette: Rot, Blau, Gelb und Grün.
Die drei Phasen des Suprematismus beschrieb Malewitsch in seiner Schrift Suprematismus 34 Zeichnungen und erklärte die Bedeutung seiner monochromen Quadrate wie folgt: „Als Selbsterkenntnis in der rein utilitaristischen Vollendung des ‚Allmenschen‘ im allgemeinen Lebensbereich haben sie eine weitere Bedeutung bekommen: das schwarze als Zeichen der Ökonomie, das rote als Signal der Revolution, und das weiße als reine Wirkung.“

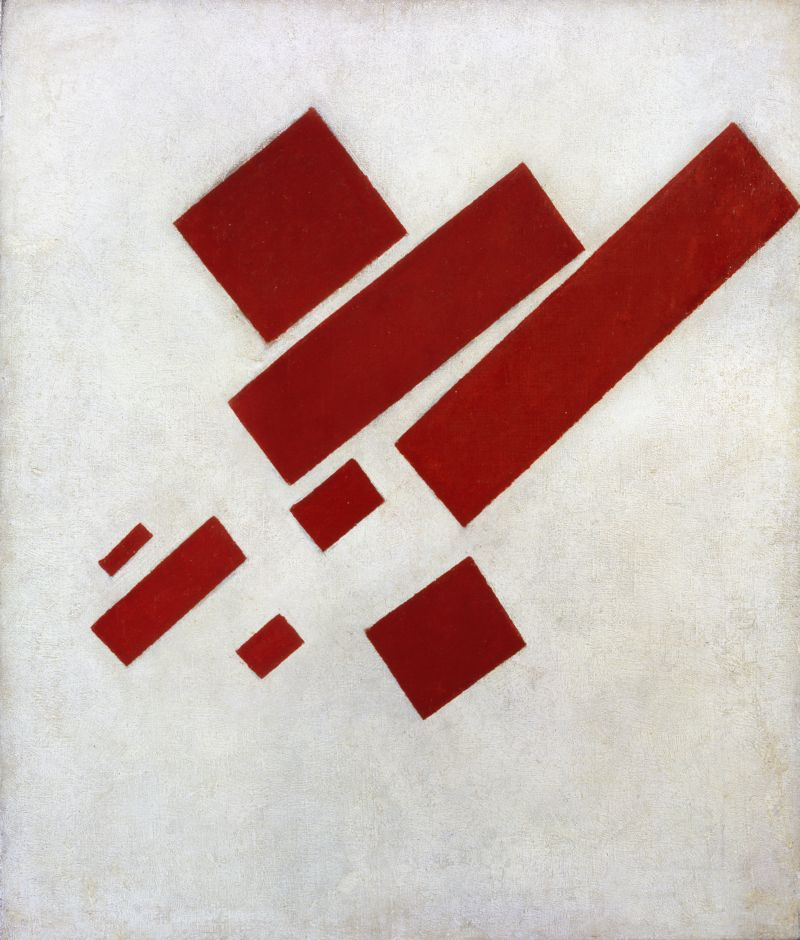
Acht Rechtecke, 1915, Stedelijk Museum, Amsterdam

Es ging Malewitsch nicht nur um eine Kunstform, sondern auch um ein neues Lebensgefühl, das er mit dem Ausdruck „Erregung“ umschrieb. So endet seine Schrift zur Ausstellung von 1915 mit den Worten: „Ich habe die Knoten der Weisheit durchschlagen und das Bewußtsein der Farbe befreit. […] Ich habe das Unmögliche überwunden und die Abgründe zu meinem Atem gemacht. Ihr aber zappelt in den Netzen des Horizonts wie Fische! Wir, die Suprematisten, bahnen euch den Weg. Beeilt euch! Denn schon morgen werdet ihr uns nicht mehr erkennen.“
Vom statischen Stadium seiner Gemälde der Quadrate ging er über in das dynamische, beziehungsweise kosmische Stadium, das sich beispielsweise in Acht Rechtecke und Flugzeug im Flug zeigt, beide Bilder sind im Jahr 1915 entstanden. Durch seine neue Kunstform kam Malewitsch auf den Gedanken, dass die Menschheit nicht nur den irdischen Raum, sondern auch den Kosmos beherrschen könnte. In seiner Schrift Suprematismus 34 Zeichnungen aus dem Jahr 1920 nannte er die Möglichkeiten des Interplanetarflugs und der Erdsatelliten (Sputniks).
Der Kunsthistoriker Werner Haftmann zitierte die Interpretation des Künstlers über die eigene Schöpfung des Suprematismus im Rahmen der Kunstgeschichte in seinem Werk Malerei im 20.Jahrhundert: „Er brachte die Malerei auf den Nullpunkt durch die totale Negation aller Trübungsquellen; übrig blieb das einfachste geometrische Element – das Viereck auf der reinen Fläche. Es war kein ‚Bild‘, was Malewitsch da gemacht hatte, es war, wie er selber sagte, ‚eher die Erfahrung der reinen Gegenstandslosigkeit‘. […] Das Expressive und Beschreibende des abstrakten Expressionismus verschwand, das Konstruktive gewann die Oberhand, mit elementaren und absoluten Formen ließ sich Malerei als Architektur und reine in sich beruhende Harmonie erfahren. Das Viereck auf der Fläche war nicht nur spontanes Symbol der ‚Erfahrung der Gegenstandslosigkeit‘, es erwies sich auch als erster Baustein einer absoluten Malerei.“

### Das Spätwerk
Nach seiner Rückkehr aus Berlin und Dessau im Jahr 1927 kehrte Malewitsch gelegentlich zu impressionistischen Motiven zurück, in die er suprematistische Elemente integrierte und die er vordatierte auf die Zeit ab 1903, da er seine Ausstellung in der Tretjakow-Galerie 1929 um die in Berlin zurückgelassenen Bilder ergänzen wollte. Seine Gedanken zur Neuinterpretation des Impressionismus schrieb er in seiner Schrift Isologie nieder, ein Kunstbegriff, den er wie beispielsweise Suprematismus selbst erfunden hatte, und gab sie in Vorträgen an seine Anhänger weiter.
Als sein Spätwerk vor 20 Jahren aus russischen Depots freigegeben wurde, gab es Kritik, dass der Maler der radikalen Abstraktion zum Renegaten der Avantgarde geworden sei. In seinen postsuprematistischen Werken der 1930er Jahre kehrte Malewitsch nämlich zur figurativen Malerei zurück; Bauernszenen waren dabei seine bevorzugten Motive. Aus dem System des Suprematismus heraus konstruierte Malewitsch ein neues symbolisches Menschenbild, das weit entfernt von jedem Realismus war. Er bezeichnete die Figuren als „Budetljanje“ („Zukünftler“): Seine Bauern werden zunehmend zu Robotern ohne Gesicht, ohne Bart und später ohne Arme. Die Vorahnung über die Zerstörung der bäuerlichen Welt durch die Kollektivierung veranlasste Malewitsch zu der Erklärung, er male kein Gesicht, „weil er den Menschen der Zukunft nicht sehe“ oder eher „die Zukunft des Menschen ein nicht zu ergründendes Rätsel sei“.
Motive des Suprematismus tauchen beispielsweise auf in der Form des Quadrats bei fensterlosen Häusern auf. Das Gemälde Kopf eines Bauern enthält vier suprematistische Formen, von denen die zwei Vierecke, die den Bart bilden, als die Pflugscharen bezeichnet werden können. Aber der Kopf ist auch eine (von Malewitsch geliebte) Ikone, ein Porträt, das an eine bäuerliche Christusfigur erinnert. Am Himmel sind Flugzeuge zu sehen, die an Vögel als schlechte Vorboten erinnern; sie sind gekommen, um die Freiheit und die traditionelle Kultur der Bauern zu zerstören. Die Bilder von Malewitsch werden häufig zur Illustration von Publikationen über den Holodomor verwendet. Der Künstler war sich der tragischen Ereignisse in der Ukraine bewusst, und sie spiegelten sich in seinen Werken wider.

Mädchen auf dem Feld, 1928–1932, Staatliches Russisches Museum, St. Petersburg
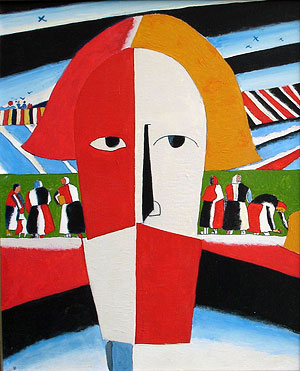
Kopf eines Bauern, um 1930, Staatliches Russisches Museum, St. Petersburg
Arbeiterin, 1933, Staatliches Russisches Museum, St. Petersburg
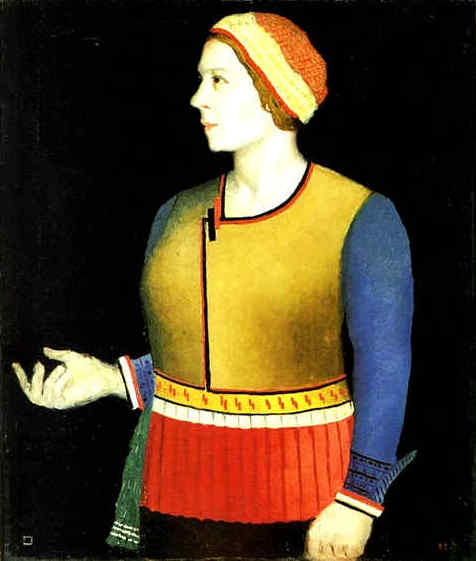
Frau des Künstlers, 1933/34, Staatliches Russisches Museum, St. Petersburg

In Malewitsch letzter Phase, von ihm als „Supranaturalismus“ bezeichnet, werden größtenteils Frauen als Porträt des neuen Menschen in naturalistischer Form dargestellt, die einer anderen, einer zukünftigen Welt angehören. Ein Beispiel ist die Arbeiterin als Mitglied einer neuen Religion, eine Mutter und Kind-Darstellung, in der das fehlende Kind durch die Armhaltung ersetzt wird und die mit dieser verschlüsselten Geste kommuniziert. Das bekannteste Beispiel für diese letzte Phase ist sein Selbstporträt aus dem Jahr 1933, das oben in der Einleitung gezeigt wird. Malewitsch stellt sich in der Kleidung eines Renaissancemalers dar, seine Hand formt das abwesende Quadrat. Sein Schwarzes Quadrat bildet die Signatur. Malewitsch fasst damit die Geschichte seiner Malerei zusammen mit der Botschaft, dass das Leben des Menschen auf eine Geste reduziert werden kann.

### Architektone, Produktgestaltung

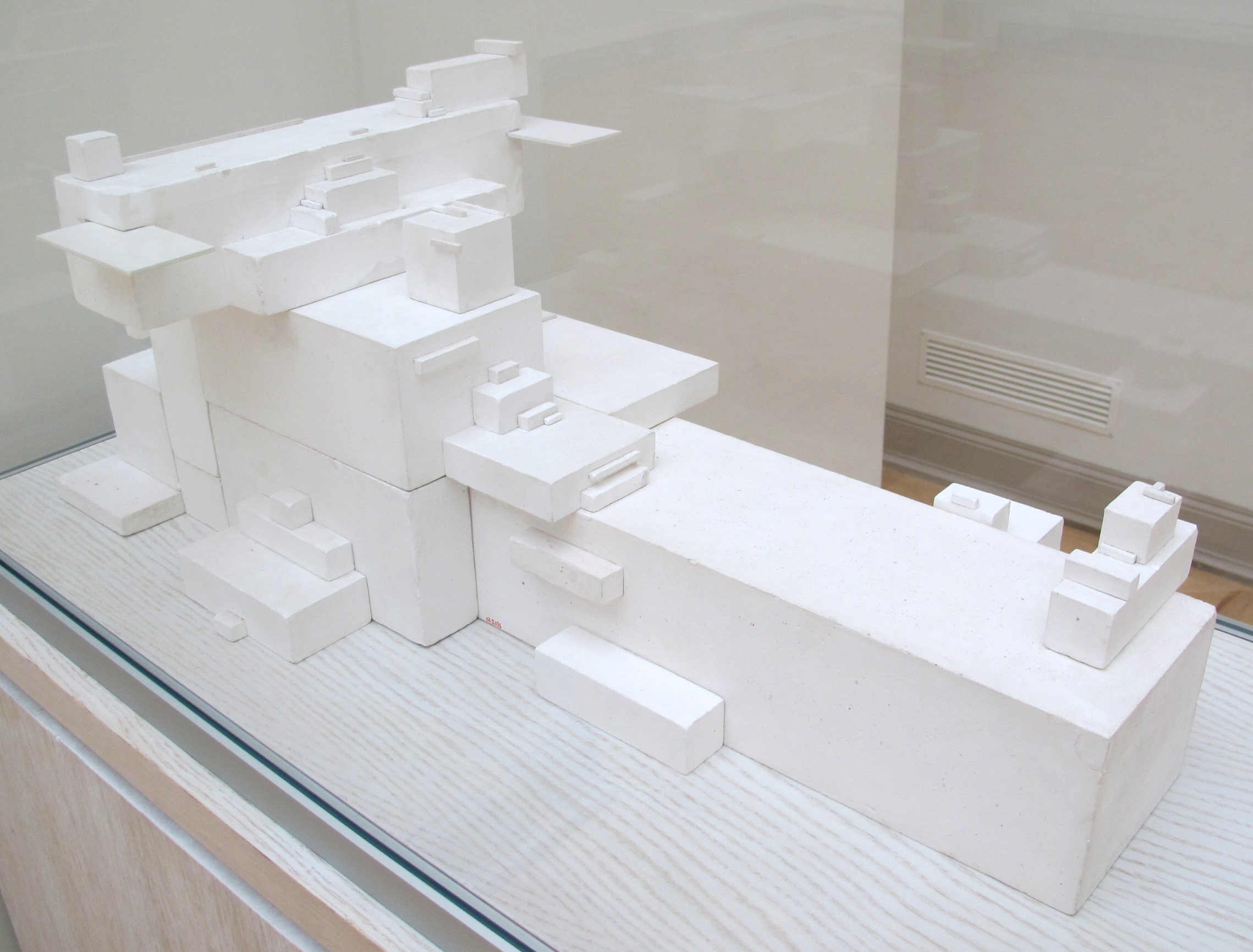
Architekton Alpha

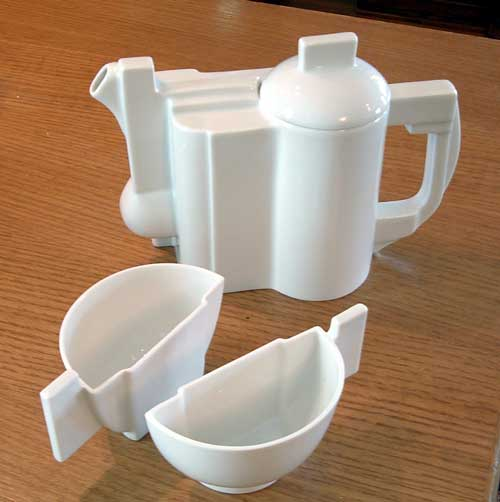
Teekanne und -tassen

Ab 1923 befasste sich Malewitsch mit Architekturstudien; seine Architektone genannten räumlichen Projekte, Gipsmodelle in suprematistischer Form, waren bei den Bauhaus-Architekten 1927 nicht auf Gegenliebe gestoßen und standen auch in Petrograd im Gegensatz zu Tatlin und seiner Gruppe. Wohnsiedlungen für den Weltraum (Planiten) und Satellitenstädte (Semljaniten) waren innerhalb seiner Studien ein Thema, die er als „Architekturformeln, nach denen den Architekturgebilden die Form gegeben werden kann,“ beschrieb. Malewitsch beschäftigte sich ebenfalls mit Produktgestaltung und schuf Porzellan-Services im konstruktivistischen Stil.

### Schriften
Im Jahr 1927 fasste Malewitsch seine Reflexionen im Bauhaus-Buch Die gegenstandslose Welt zusammen, es war seine einzige Buchpublikation zu Lebzeiten in Deutschland. Der für ihn wichtige Begriff „Empfindung“, der bereits in den Texten der Witebsker Periode auftauchte, ist am deutlichsten in der Bauhausschrift beschrieben worden: „Unter Suprematismus verstehe ich die Suprematie der reinen Empfindung in der bildenden Kunst. Vom Standpunkt des Suprematismus sind die Erscheinungen der gegenständlichen Natur an sich bedeutungslos; wesentlich ist die Empfindung – als solche, ganz unabhängig von der Umgebung, in der sie hervorgerufen wurde.“ Und Malewitsch selber hat das Thema seines Spätwerks darin begründet: „Die Maske des Lebens verdeckt das wahre Gesicht der Kunst. Die Kunst ist uns nicht das, was sie uns sein könnte.“
Neben seinen weiteren unten aufgeführten kunsttheoretischen Schriften verfasste Malewitsch in den Jahren 1925 bis 1929 mehrere Aufsätze über den Film und ein Drehbuch. Es gibt eine Veröffentlichung Das weiße Rechteck. Schriften zum Film (1997), die zum größten Teil erstmals in deutscher Sprache vorliegende Texte enthält, sie „[…] führen ins Zentrum der Auseinandersetzung um Bewegung und Beschleunigung als zentrale Metapher der Modernität in der internationalen Avantgarde. […] Malewitsch ordnet die Melodramen mit Mary Pickford, die Komödien mit Monty Banks, die Filme von Sergej Eisenstein, Dsiga Wertow, Walter Ruttmann und Jakow Protasanow in sein historisches Modell des Aufkommens der Moderne von Cézanne über den Kubismus, Futurismus – hin zum Suprematismus. Dabei handeln fast alle seine Aufsätze vom verpaßten Rendezvous zwischen Film und Kunst. Denn Malewitsch begreift den Film nicht als Vervollkommnung des Naturalismus, sondern als Prinzipien der neuen Malerei: Dynamismus und Gegenstandslosigkeit.“
Zwischen 1928 und 1930 veröffentlichte er zwölf kunstwissenschaftliche Artikel auf Ukrainisch in der Charkiwer Zeitschrift Nowa henerazija.

## Werke (Auswahl)
Für eine komplette Übersicht siehe Liste der Werke von Kasimir Malewitsch.

### Gemälde

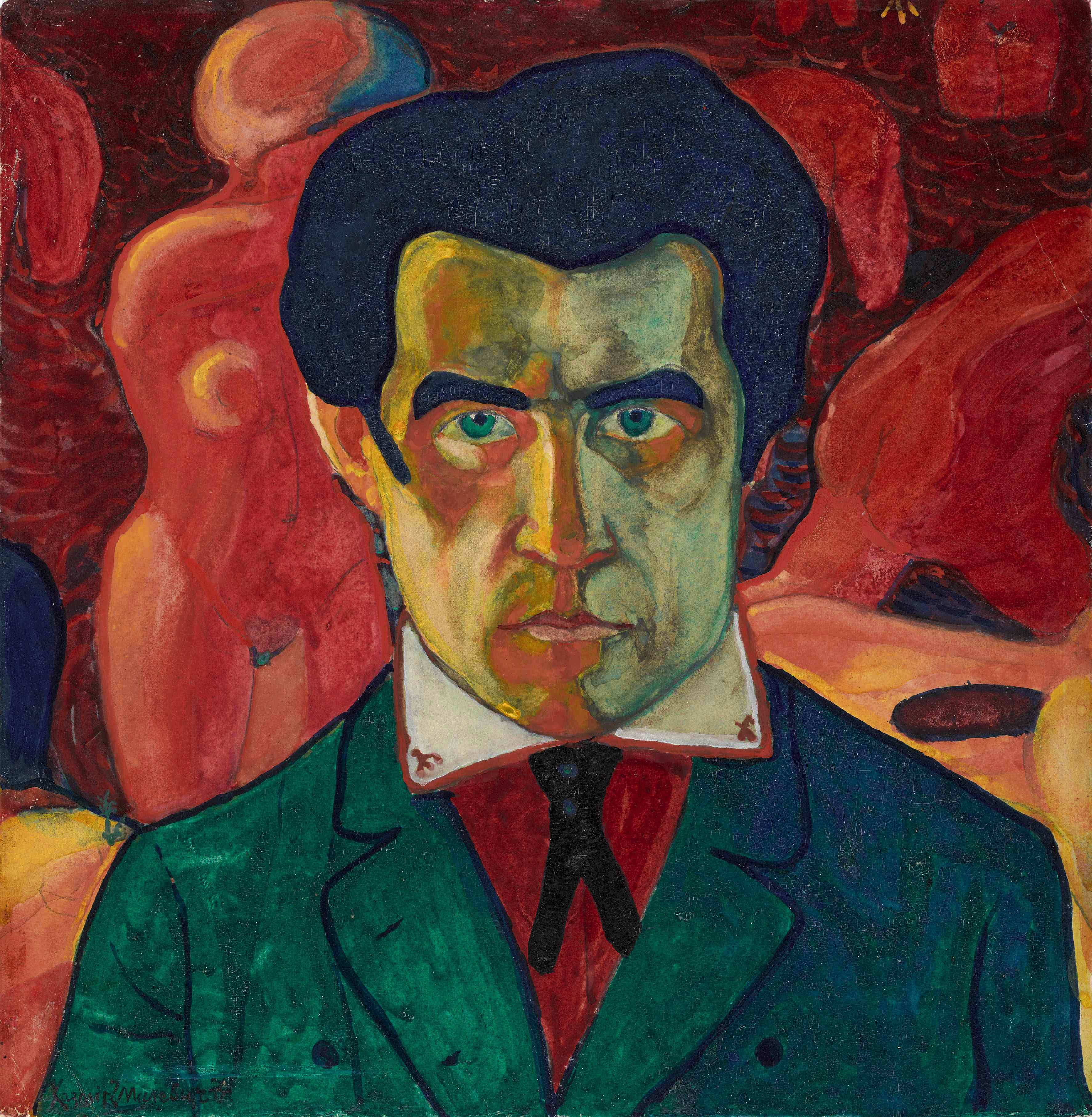
Selbstporträt, 1910/11, Gouache, Tretjakow-Galerie, Moskau

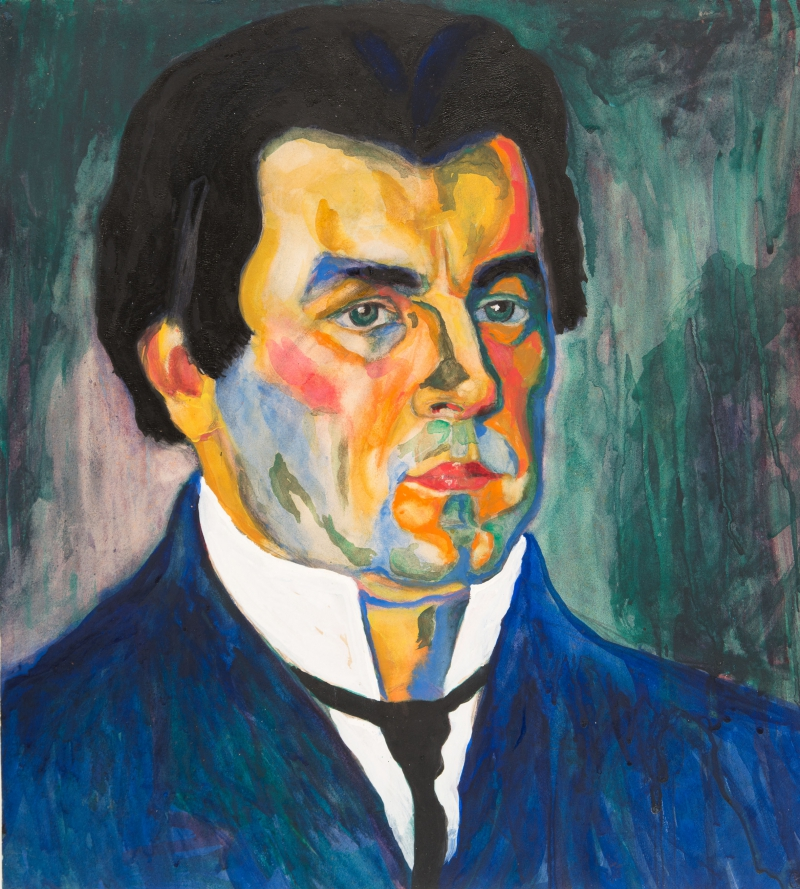
Selbstporträt, 1910/11, Aquarell, Gouache, Russisches Museum, Sankt Petersburg

- 1902–1903 Zum Trocknen aufgehängte Wäsche, Sammlung Costakis, (MOMus – Museum für Moderne Kunst – Sammlung Costakis)
- 1904 Frühlingsgarten in Blüte, Russisches Museum, Sankt Petersburg
- um 1905 Kirche, Sammlung Costakis, (MOMus – Museum für Moderne Kunst – Sammlung Costakis)
- 1907 Die Hochzeit, Museum Ludwig, Köln
- um 1908 Eiche und Dryaden, Sammlung N. Manoukian
- 1910–1911 Selbstporträt, Russisches Museum, Sankt Petersburg, 1910/11
- 1910–1911 Selbstporträt, Tretjakow-Galerie, Moskau
- 1911 Badender, Stedelijk Museum, Amsterdam
- 1911 Argentinische Polka, Sammlung J. J. Aberbach
- 1911–1912 Die Parkettputzer, Stedelijk Museum, Amsterdam
- 1911–1912 Studie eines Bauern, Musée National d’Art Moderne, Paris
- 1913 Portrait von Michail Matjuschin, Tretjakow-Galerie, Moskau
- 1914 Soldat der ersten Division, Museum of Modern Art, New York
- 1915 Das Schwarze Quadrat, Tretjakow-Galerie, Moskau
- 1915 Das Rote Quadrat, Russisches Museum, Sankt Petersburg
- 1915 Schwarz und Weiß. Suprematistische Komposition, Moderna Museet, Stockholm
- 1915 Suprematistisches Bild, Stedelijk Museum, Amsterdam
- 1915 Suprematistische Komposition, Wilhelm-Hack-Museum, Ludwigshafen
- 1919 Weißes Quadrat, Museum of Modern Art, New York
- 1928–1932 Rote Figur, Russisches Museum, Sankt Petersburg
- 1928–1932 Mädchen auf dem Feld, Russisches Museum, Sankt Petersburg
- 1930–1931 Frau mit Rechen, Tretjakow-Galerie, Moskau
- 1930–1932 Bäuerin mit schwarzem Gesicht, Russisches Museum, Sankt Petersburg
- 1932 Rotes Haus, Russisches Museum, Sankt Petersburg
- 1933 Selbstporträt, Russisches Museum, Sankt Petersburg
- 1933–1934 Porträt der Frau des Künstlers, Russisches Museum, Sankt Petersburg

Die umfangreichsten Sammlungen von Malewitschs Werken sind im Russischen Museum in Sankt Petersburg und in der Tretjakow-Galerie in Moskau ausgestellt.
Eine größere Sammlung von Werken Malewitschs außerhalb Russlands besitzt das Stedelijk Museum in Amsterdam, das Museum Ludwig in Köln und das Staatliche Museum für Zeitgenössische Kunst in Thessaloniki.

### Schriften
„Erst, wenn die Gewohnheit und das Bewusstsein verschwunden sein werden, in Bildern die Darstellung kleiner Ecken der Natur, Madonnen oder Venusdarstellungen zu sehen, werden wir das malerische Werk erkennen […]“

#### Ganzschriften
- Vom Kubismus zum Suprematismus. Der neue malerische Realismus. 1. Auflage. Schurawl-Verlag, Petrograd Dezember 1915 (Originaltitel: От кубизма к супрематизму. Новый живописный реализм. 2. unveränderte Auflage Petrograd Januar 1916).
  -     - Vom Kubismus zum Suprematismus in der Kunst, zum neuen Realismus in der Malerei, als der absoluten Schöpfung. In: Ch. Baumeister, N. Hertling (Hrsg.): Sieg über die Sonne. Aspekte russischer Kunst zu Beginn des 20. Jahrhunderts. Frölich & Kaufmann, Berlin 1983. [Deutsche Übersetzung der 1./2. Auflage von Jelena Hahl]
- Vom Kubismus und Futurismus bis zum Suprematismus. Der neue malerische Realismus. 3. stark erweitert Auflage. Moskau November 1916 (Originaltitel: От кубизма и футуризма к супрематизму. Новый живописный реализм.).
  -     - From Cubism and Futurism to Suprematism: The New Painterly Realism. In: John E. Bowlt (Hrsg.): Russian Art of the Avant-Garde: Theory and Criticism, 1902–1934. The Viking Press, New York, S. 116–135. [Englische Übersetzung der 3. Auflage. von J. Bowlt]
- Über neue Systeme in der Kunst. Witebsk 1919 (Originaltitel: О новых системах в искусствею.). Auflage: 1.000 Exemplare.
- Suprematismus 34 Zeichnungen. 1920. Reprint, Tübingen 1974.
- Suprematistisches Manifest UNOWIS. Leningrad 1924
- Die gegenstandslose Welt. (= Bauhausbücher. 11). geschrieben 1923; Albert Langen, München 1927. (Neuausgabe, herausgegeben von Hans M. Wingler, Gebr. Mann Verlag, Berlin 1980, ISBN 3-7861-1475-7)
- [Autobiographie]. Manuskript, posthum veröffentlicht in: The Russian Avant-Garde. Alnqvist and Wiksell International, Stockholm 1976.

#### Sammelausgaben
- Das weiße Rechteck. Schriften zum Film, herausgegeben von Oksana Bulgakowa. PotemkinPress, Berlin 1997, ISBN 3-9804989-2-1
- Suprematismus – Die gegenstandslose Welt, herausgegeben von Werner Haftmann. Aus dem Russischen von Hans von Riesen. Unveränderte Neuausgabe des 1962 erschienenen gleichnamigen Titels, DuMont Reiseverlag, Ostfildern 1989, ISBN 3-7701-2473-1
- Essays on art 1915–1928, herausgegeben von Troels Andersen. Bd. I., Kopenhagen 1968
- Essays on art 1928–1933, herausgegeben von Troels Andersen. Bd. II., Kopenhagen 1968
- The World as Non-Objectivity. Unpublished Writings 1922–1933, herausgegeben von Troels Andersen. Bd. III., Kopenhagen 1976
- The Artist, Infinity, Suprematism. Unpublished Writings 1913–1928, herausgegeben von Troels Andersen. Bd. IV., Kopenhagen 1978
- Gott ist nicht gestürzt. Schriften zu Kunst, Kirche, Fabrik. Carl Hanser Verlag, München 2004, ISBN 3-446-17341-2 (Die theoretischen Schriften des Künstlers kommentiert von Aage A. Hansen-Löve.)

## Rezeption
„Die Welt als Empfindung der Idee, unabhängig vom Bild – das ist der wesentliche Inhalt der Kunst. Das Quadrat ist nicht das Bild. So, wie der Schalter und der Stecker auch nicht der Strom sind.“

### Wirkung zu Lebzeiten
Die erste Reaktion auf das Schwarze Quadrat in der Ausstellung „0.10“ im Jahr 1915 war eindeutig negativ: Es war ein Affront gegenüber der akademischen und realistischen Malweise; die Kritiker schmähten das Bild als das „tote Quadrat“, das „personifizierte Nichts“. Der Kunsthistoriker und Malewitsch-Gegner Alexander Benois bezeichnete es in der Petrograder Zeitschrift „Die Sprache“ als „den aller-, allerabgefeimtesten Trick in der Jahrmarktsbude der allerneusten Kunst.“ Dem Verriss schloss sich der russische Schriftsteller Dmitri Mereschkowski an, der von der „Invasion der Rüpel in der Kultur“ sprach. Wladimir Tatlins nicht weniger revolutionäre Eckreliefs kamen nahezu ungeschoren davon. Möglicherweise beruhte dies auf der Tatsache, dass Malewitsch sich durch polemische Auftritte auf öffentlichen Veranstaltungen viele Feinde geschaffen hatte. Um Aufmerksamkeit zu erregen, trugen Malewitsch und seine Schüler rote Kochlöffel anstelle der Ziertücher in der Brusttasche ihrer Jacketts, die als gelbe Kittel geschnitten waren. […] Trotz aller Kritik begann sich der Suprematismus durchzusetzen, da es noch keine verbindliche Kunstdoktrin „von oben“ in Russland gab und Freunde und Anhänger Malewitschs Führungsanspruch innerhalb der Avantgarde sowie dessen neuartige Malerei unterstützten.
Marc Chagall, der Malewitsch in der Auseinandersetzung um die Führung der Kunstschule in Witebsk unterlegen war, schrieb resigniert im Jahr 1920 an Pawel D. Ettinger: „Die Bewegung ist auf ihrem Siedepunkt angelangt. Eine verschworene Gruppe von Studenten hat sich um Malewitsch gebildet, eine andere um mich. Wir gehören beide der Linken an, haben aber völlig unterschiedliche Vorstellungen von ihren Zielen und Methoden.“
Auf seiner Reise nach Berlin und Dessau im Jahr 1927 hatte Malewitsch die Kunstentwicklung in Deutschland nicht richtig eingeschätzt, denn vor allem waren es der Konstruktivismus und das Bauhaus, die die Richtung dort bestimmten. So äußerte er: „Mir scheint, dass der Suprematismus hier erstmals als endgültiges Aus für den ganzen Konstruktivismus und als Basis des Lebens dargestellt wird […] Die Arbeit in Deutschland ist deshalb gut, weil das jetzt alles in der ganzen Welt bekannt wird.“ Beim Bauhaus traf er nur kurz mit dem Direktor Walter Gropius zusammen und äußerte den Wunsch, in Deutschland bleiben zu wollen. Es ist möglich, dass er sich nach seiner Entlassung neue Lehraufgaben am Bauhaus erhoffte. Malewitsch hatte jedoch mit seinem Besuch keinen Erfolg und reiste wieder ab. Der einzige Ertrag war die Publikation seiner Schrift Die gegenstandslose Welt (1927/28). Der Schriftleiter, László Moholy-Nagy, hatte in dem Vorwort aber deutlich vermerkt: „Wir freuen uns, das vorliegende Werk des bedeutenden russischen Malers Malewitsch […] veröffentlichen zu können, obwohl es in grundsätzlichen Fragen von unserem Standpunkt abweicht.“
Wassily Kandinsky schrieb in den Cahiers d’Art 1931: „Das Zusammentreffen des spitzen Winkels eines Dreiecks mit einem Kreis ist von nicht geringerer Wirkung als die Berührung zwischen dem Finger Gottes und dem Adams bei Michelangelo“.

### Stimmen zum Spätwerk
Hans-Peter Riese, Malewitschs Biograf, äußerte sich zur Problematik der vordatierten Bilder. Malewitschs Rezeptionsgeschichte musste neu geschrieben werden, als sich in den 1980er Jahren der Eiserne Vorhang hob und seine Spätwerke ab 1927 im Westen gezeigt werden konnten. Seine künstlerische Wandlung rief großes Erstaunen hervor, war sie doch in der Rückkehr zur figurativen Malerei konträr zum bisher bekannten Höhepunkt seines Schaffens, dem abstrakten Suprematismus. Die erste Katalogisierung erfolgte nach der Datierung der Bilder, die Malewitsch selbst vorgenommen hatte. Die impressionistisch beeinflussten Bilder wurden in das erste Jahrzehnt des vergangenen Jahrhunderts aufgenommen, so wie der Künstler sie beschriftet hatte. Tatsächlich aber sind die meisten dieser Arbeiten erst in den dreißiger Jahren entstanden. Malewitsch hat damals praktisch sein Frühwerk rekonstruiert und die Datierung vorverlegt, wie Forschungen des bulgarischen Kunsthistorikers Andrei Nakov ergaben, der den Gesamtkatalog Malewitschs 2002 herausgab und als führender Malewitsch-Forscher gilt.
Sebastian Egenhofer in der Einleitung eines kunsthistorischen Seminars zu Malewitschs Spätwerk: „Malewitsch nennt die figurative Malerei der Vergangenheit „Futtertrogrealismus“, weil sie die „gegenstandslose Erregung“ nur im Horizont des Hungers, des praktischen Interesses, d. h. als Gegenständlichkeit auffasst und repräsentiert. Malewitschs figuratives Spätwerk, das nach verschiedenen Anläufen ab 1928 entsteht, wäre dagegen ein „Futtertrogrealismus“, der sich selbst versteht. Malewitsch findet die suprematistischen Farbfelder – die nächste räumliche Repräsentation der „gegenstandslosen Erregung“ in der Schnittebene der abstrakten Bilder der zehner Jahre – in der Erde und den Feldern der Bauern wieder. Die malereiinterne Reflexion ist mit einer kosmologisch-ökonomischen verschränkt. Die Gegenstandslosigkeit ist die gebende Natur (nicht die erscheinende Natur) im Zugriff der „Agrarindustrie“ als einer Art von abstrakter Malerei.“

### Malewitschs Einfluss auf zeitgenössische und spätere Künstler
Der Maler und Bildhauer Imi Knoebel berichtete von seinen Düsseldorfer Studienjahren Anfang der 1960er Jahre: „Damals kam dieses Buch raus, Die Gegenstandslose Welt von Malewitsch, seine Texte. Fasziniert waren wir vom Schwarzen Quadrat. Das war für uns das Phänomen, das uns völlig eingenommen hatte, das war der eigentliche Umschlag. Mit diesem Bewusstsein sind wir regelrecht mit Malewitsch hausieren gegangen.“ Etwa zur gleichen Zeit malte Blinky Palermo, Beuys-Schüler wie Knoebel, 1964 seine Komposition mit acht roten Rechtecken, sein erstes geometrisches Bild. Auch seine Prototypen wirken wie kindliche Illustrationen zu Malewitschs Grundlagenwerk.
Die slowenische Band Laibach benutzte das schwarze Kreuz Malewitschs seit ihrer Gründung 1980 als Artwork. Kreuz und weitere Stilelemente Malewischs sind regelmäßig Bestandteil von Symbolik und Performances der Band.

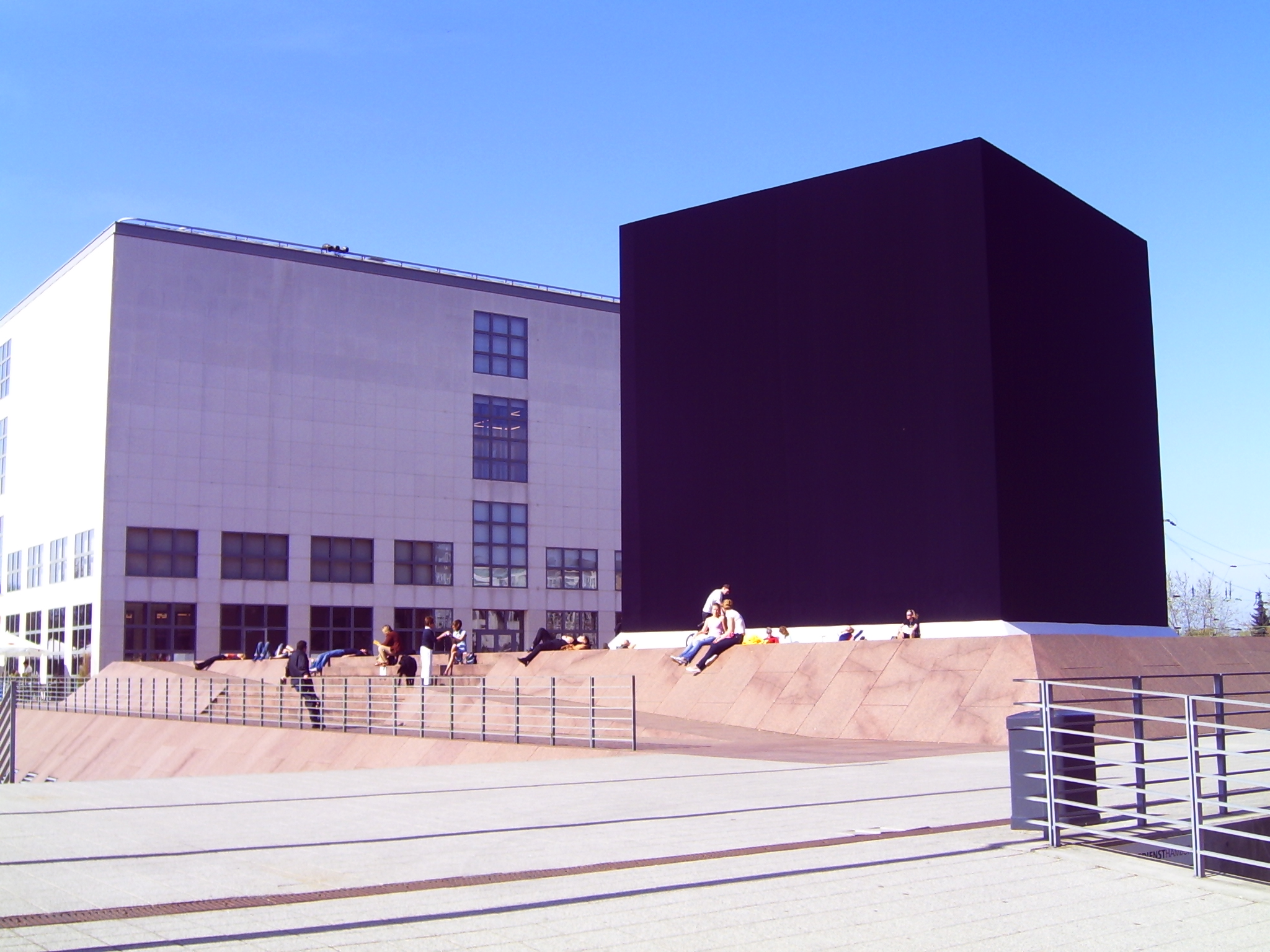
Der Kubus Das schwarze Quadrat auf dem Gelände der Hamburger Kunsthalle

Die im Frühjahr 2007 in Hamburg eröffnete Ausstellung Das schwarze Quadrat – Hommage an Malewitsch, für die der Installationskünstler Gregor Schneider einen mit schwarzem Stoff behangenen Kubus, den Cube Hamburg 2007, auf dem Vorplatz der Hamburger Kunsthalle entworfen hatte, war ein Publikumsmagnet. Da der schwarze Kubus nicht nur an das Schwarze Quadrat erinnert, sondern auch an die muslimische Kaaba in Mekka, waren terroristische Anschläge befürchtet worden, die jedoch nicht eintraten. Das Gemälde Das schwarze Quadrat wurde in der Fassung aus dem Jahr 1923 ausgestellt.
Heiko Klaas resümierte im Spiegel zur Ausstellung den starken Einfluss Malewitschs auf die Zeitgenossen und folgende Künstlergenerationen: „Folgt man der These der Ausstellung, so hat das Schwarze Quadrat mindestens jede zweite Kunst- und Designrichtung des 20. Jahrhunderts mit losgetreten. Es taucht auf Textilentwürfen ebenso auf wie auf russischen Eisenbahnwaggons und Ladenschildern. Malewitschs Zeitgenossen, El Lissitzky und Alexander Rodtschenko, peppten mit Ableitungen und Varianten ihre konstruktivistischen Graphiken, Architekturentwürfe und Raumkonstruktionen auf. Künstler der amerikanischen Minimal-Art und der Konzeptkunst wie Donald Judd, Carl Andre oder Sol LeWitt vervielfachten das Quadrat und schufen aus leicht verfügbaren Industriematerialien wie Stahl serielle Skulpturen. Auch ihnen ging es um eine elementare Formensprache. Sie distanzierten sich damit radikal von der gestischen Malerei ihrer Zeit, dem Action Painting und Abstrakten Expressionismus.“
Die Zeitung Die Welt nannte anlässlich der Hamburg-Ausstellung weitere Künstler, die sich in ihren Werken am Schwarzen Quadrat orientierten und dem „Meister des Abstrakten“ durch ihr Werkzitat eine Würdigung zukommen ließen: „Samuel Beckett ließ Kapuzenmänner im Quadrat laufen, Noriyuki Haraguchi füllte Wannen mit schwarzem Altöl, Günther Uecker nagelte im Quadrat, Reiner Ruthenbeck versuchte, ein schwarzes Quadrat mit Scheinwerfern aufzuhellen, während Sigmar Polke ein Bild mit einer schwarzen Ecke malte und an den Rand schrieb: „Höhere Wesen befahlen: rechte obere Ecke schwarz malen!““
Petra Kipphoff zitiert anlässlich der Malewitsch-Ausstellung in der Zeit die pathetischen Worte des Künstlers in einem Brief 1918 an den russischen Maler, Kunsthistoriker und Herausgeber der Kunstzeitschrift Mir Iskusstwa, Alexander Benois: „Ich habe die nackte Ikone meiner Zeit gemalt … das Königliche in seiner Wortkargheit“. Kipphoff beschreibt die Wirkung des Gemäldes auf den Betrachter: „Und wenn man auf das Bild zugeht, dann entfaltet das Schwarze Quadrat auch seine königlich wortkarge, ikonische Wirkung. Nichts ist auf dieser intensiv und leicht holperig bemalten Leinwand zu erblicken, aber gerade in dieser gegenstandslosen Erregung (ein Wort, das, genauso wie ‚Empfindung‘, von Malewitsch oft verwendet wird) ist jede Erkenntnis möglich“.
Der deutsche Konzeptkünstler und Möbeldesigner Rafael Horzon stellte ab 2002 sogenannte „Wanddekor“-Objekte her. Dabei handelte es sich um schwarze und weiße Quadrate, die zum Preis von je 50 Euro verkauft wurden. Horzon weigert sich, seine Arbeit als Kunst zu bezeichnen und bezieht sich damit auf das Verfahren des Readymade von Marcel Duchamp. Während Duchamps Innovation Anfang des 20. Jahrhunderts darin bestanden habe, Alltagsgegenstände zu Kunst zu erklären, bestehe Horzons Innovation Anfang des 21. Jahrhunderts für den Kunstkritiker Peter Richter darin, Dingen, die als Kunst wahrgenommen würden, die Bezeichnung als Kunst zu verweigern. Sich selbst bezeichnet Horzon als Unternehmer.

### Würdigung
In den späten 1940er Jahren begann George Costakis Werke von Malewitsch und anderen Künstlern der russischen Avantgarde zu sammeln und das Leben und Umfeld des in seiner Heimat verfemten Künstlers zu erforschen.
Gilles Néret, Biograf Malewitschs, zählt den Künstler zu den vier wichtigsten Protagonisten der modernen Kunst des 20. Jahrhunderts, indem er in der Einleitung seines Buches Malewitsch resümiert: „Baudelaire stellte die Frage: ‚Was ist Modernität?‘ Es dauerte einige Zeit, bis die vier Protagonisten und Säulen der Kunst des 20. Jahrhunderts auf die Frage des Dichters eine Antwort geben konnten: Picasso, indem er die Formen atomisierte, Matisse, indem er die Farbe emanzipierte, Duchamp, indem er zur Destruktion des Kunstwerks das „ready-made“ erfand, und Malewitsch, indem er – gleich einem Kruzifix – seine Ikone Schwarzes Quadrat auf weißem Grund in die Welt setzte.“
Im September 2012 unterstützten die Abgeordneten des Kiewer Stadtrats die Initiative von Professor Dmitri Gorbatschow und dem Präsidenten der Ukrainischen Assoziation der Herausgeber und der Verbreiter der Presse (UAPPD) Artur Rudsyzkyj zur Umbenennung der Boženka-Straße in Kasimir-Malewitsch-Straße in Kiew. Damals glaubte man, dass der Künstler in dieser Straße (damals Bulʹjonsʹka-Straße) geboren wurde. Weitere Forschungen widerlegten diese Version.
Anlässlich seines 140. Geburtstages gab die Nationalbank der Ukraine 2019 ihm zu Ehren eine 2-Hrywnja-Gedenkmünze heraus.

### Folgen des russischen Überfalls auf die Ukraine ab 2022
Zahlreiche Museen blicken angesichts des russischen Überfalls auf die Ukraine kritisch auf ihre Kunstgeschichtsschreibung und kategorisieren früher als russisch bezeichnete Künstlerinnen und Künstler nun als ukrainisch. Das Stedelijk Museum in Amsterdam besitzt die größte Sammlung von Kasimir Malewitschs Werken außerhalb Russlands. Der Begründer des Suprematismus galt als klassischer Vertreter der Russischen Avantgarde, da er lange in Moskau und Sankt Petersburg, dem damaligen Leningrad, lebte und wirkte. Er identifizierte sich bei allen Konflikten durchaus mit der Idee des Sowjetimperiums und war zu künstlerischen Zugeständnissen an die stalinistische Kulturpolitik bereit. Daher bezeichnete ihn das Amsterdamer Museum auf ihrer Website und in Katalogen lange Zeit als russisch. Anfang 2023 hat man diese Zuordnung revidiert. Malewitsch wurde 1879 in Kiew geboren, damals war die Stadt noch Teil des zaristischen Imperiums. Im Stedelijk wird er nun als „geboren in der Ukraine, Eltern polnischer Abstammung“ geführt. Das Zarenreich war wie die spätere Sowjetunion ein Vielvölkerstaat. Das Metropolitan Museum of Art in New York hat die Maler Ilja Repin, Iwan Aiwasowski und Archip Kuindschi ebenfalls vom Label „Russisch“ befreit.

## Ausstellungen (Auswahl)
- 1905: Ausstellung von Malern aus Kursk und anderen Städten. Kursk
- 1906: 25. Periodische Ausstellung der Gesellschaft der Kunstliebhaber. Moskau
- 1912–13: Erste Ausstellung der Gesellschaft „Freie Kunst / Moderne Malerei“. Moskau
- 1915: Erste futuristische Ausstellung Tramwaj W. Petrograd
- 1915–16: Die letzte futuristische Ausstellung der Malerei 0,10 (Null–Zehn). Kunstbüro Nadeschda Dobytschina, Petrograd
- 1919: Kasimir Malewitsch. Sein Weg vom Impressionismus zum Suprematismus. (16. Staatsausstellung des ISO) Moskau
- 1959: II. documenta ’59. „Kunst nach 1945, Malerei – Skulptur – Druckgrafik“. Kassel
- 1978: Malevitch. Centre Georges-Pompidou, Paris
- 1980: Kasimir Malewitsch 1878–1935. Werke aus sowjetischen Sammlungen. Städtische Kunsthalle Düsseldorf
- 1988: Retrospektive der Werke in der Tretjakow-Galerie, Moskau
- 1989: Retrospektive der Werke im Stedelijk Museum, Amsterdam
- 1995: Kasimir Malewitsch. Werk und Wirkung. Museum Ludwig, Köln
- 2000: Ausstellung in der Kunsthalle Bielefeld zu Malewitschs Spätwerk
- 2001: Kunstforum Wien, Wien
- 2003/04: Mondrian und Malewitsch. Fondation Beyeler, Riehen bei Basel
- 2007: Das Schwarze Quadrat. Hamburger Kunsthalle
- 2008: Malewitsch und sein Einfluss. Kunstmuseum Liechtenstein, Vaduz
- 2008/09: Von der Fläche zum Raum. Malewitsch und die frühe Moderne. Große Landesausstellung zum 100-jährigen Jubiläum der Staatlichen Kunsthalle Baden-Baden
- 2010: Kasimir Malewitsch und der Suprematismus in der Sammlung Ludwig. Museum Ludwig, Köln
- 2013: Malewitsch und die russische Avantgarde. Stedelijk Museum, Amsterdam. Mit Werken aus den Sammlungen Costakis und Khardzhiev.
- 2014: Kasimir Malewitsch und die russische Avantgarde. Bundeskunsthalle, Bonn (8. März bis 22. Juni 2014), bundeskunsthalle.de
- 2016: Chagall bis Malewitsch | Die Russischen Avantgarden. Albertina, Wien, 26. Februar bis 26. Juni 2016
- 2018/19: Goncharova and Malevich: In Three Dimensions. Tretjakow-Galerie, Moskau, 5. Juni 2018 bis 1. Juni 2019
- 2021: Russian Avant-Garde from the Tsarenkov Collection. Kunstmuseum Liechtenstein, 6. Juni bis 5. September 2021